# ثقافة صومالية
للصومال تراث ثقافي يفخر به منذ أمد طويل، وأحيانا تبدو هذه الحقيقة متناقضة مع ما يتسم به الشعب من بساطة في حياتهم، وخاصة في مناطق البادية. والحقيقة أن الصومال، وهي إحدى الأمم الأفريقية التي تجاور جغرافيا شبه جزيرة العرب، قد كانت وما زالت على صلة وثيقة مع المراكز الإسلامية والثقافية منذ أكثر من ألف عام، فالشعب الصومالي كله شعب مسلم وعريق في الإسلام، إذ تمتد جذوره الإسلامية إلى عهد الرواد المسلمين الأوائل الذين هاجروا إلى بلاد الصومال قبل هجرة الرسول صلى الله عليه وسلم إلى المدينة المنورة.
وقد استعمل الشعب الصومالي اللغة العربية لأنها لغة القرآن الكريم والصلاة، وللاتصال بالعالم الخارجي، وفي تدوين المراسلات، وحفظ المسجلات لأكثر من ألف عام.
ورغم أن اللغة الصومالية لم تكتب بعد إلا أنها متقدمة جداً ولها عدد وافر من الكلمات، كما أن في اللغة الصومالية آداباً عظيمة وقيمة غير مدونة يتناقلها الناس شفهياً من شخص إلى آخر، وقد استودعوها ذاكراتهم وقلوبهم، ويمكننا بسهولة تامة أن نقارن هذه الآداب العظيمة بآداب الأمم الأخرى، وأي إنسان له إتصال وثيق بعادات الصوماليين في داخل بادية الصومال فإنه سيجد حتما أن أغلب العادات لها مغزى اجتماعي عميق.
وقد لعب النظام القبلي دوراً هاماً قبل قيام الدولة الحديثة والمجتمع الجديد كما كان عليه الحال في السعودية واليمن والسودان وغيرها من الأمم العربية والأفريقية. فقد كانت القبيلة تمثل دولة صغيرة ذات سيادة تتولى الدفاع عن نفسها وإبرام المعاهدات، ويمكننا أن نقرر دون حاجة إلى التفاصيل المميتة أن الصفة البارزة أنها كانت تحكم حكماً ديمُقراطياً، و أنها كانت في الحقيقة دولة ذات رفاهية، تبعاً للمبدأ الذي أصبح قولاً مأثور، وهو أن ((القبيلة الطيبة لا يوجد فيها أحد جائع إذا لم يكن الجميع جائعين)).
ومع قيام الدولة الصومالية وتقوية الوحدة الوطنية عمل الصوماليون بجهد لنبذ نظام القبيلة المعرقل للنهوض والتقدم.

موقع الصومال

## خصائص المجتمع
تكون المجتمع الصومالي كغيره من المجتمعات الرعوية للعناصر الحامية في بداية حياتها من عدة قبائل مختلفة الأسماء ولكنها متفقة من حيث إنها تمثل كتلة واحدة لعنصر واحد هو العنصر الحامي، وكل قبيلة تنقسم إلى بطون، والبطون إلى أفخاذ، والأفخاذ إلى أسر والقبائل الرئيسية هي الداروديون والاسحاقيون والهوية والرحوينيون كما ورد في كتاب ((بغية الآمال في تاريخ الصومال)) للشريف العيدروس.
وهذه الكتلة الكبيرة من الصوماليين بغض النظر عن أسماء القبائل أو المجموعات فإنها جميعاً ذات خصائص جنسية تختلف اختلافاً جوهرياً عن جيرانها من سكان أثيوبيا وسكان كينيا. والصومالي بصفة عامة فارغ الطول، ((طول القامة بالبوصة نحو 68)) حسن القوام، كامل النمو، ذو جبهة معتدلة مستديرة كالعناصر الحامية تماماً (عرض الجمجمة 75) وذو عينين نجلاوين غائرتين، وأنف قوقازي مستقيم، وفم منتظم رقيق، وشفاه غير غليظة، وشعر مجعد قليلاً، ويتدرج لون البشرة من السمرة الفاتحة إلى البني الداكن نوعاً.
وهو سريع الحركة، شديد البأس، قوي الشكيمة، يكبر الشجاعة والإقدام والجود والكرم، وهو تقي ورع ومن أشد المسلمين استمساكاً بالعروة الوثقى، يأخذ بالإسلام ويهتدي بهديه، وهو رقيق الشعور شديد الحس يتأثر بما يراه أو يسمعه تأثراً عميقاً، يحافظ على ما ورثه من آبائه وأجداده من عادات وتقاليد ويعني بحفظ نسبه ويلقنه أبناءه ليباهوا به.

### أثر البيئة في المجتمع
لظروف الطبيعية السائدة في شبه جزيرة الصومال تأثير كبير في حياة المجتمع وتشكيل ألوان نشاطه، فالارتفاع المستمر لدرجة الحرارة مع غزارة الأمطار أوجدت صورة نباتية كثيفة في أقصى الجنوب فنما في السكان عن طريق الانتخاب الطبيعي قوى وخصائص نفسية تلائميه معينة، فجعلته لحياة الصيد والقنص وأخطار الغابات والأحراش مراقباً ملاحظاً، وهو حاد البصر مرهف السمع، سريع الحركة، دائماً في ترقب ويقظة للأخطار، وبرغم ضآلته فإن له قوى فائقة في التحمل والجلد لأن عمله اليومي يتوقف على هذه الصفات.
وفي أراضي المراعي يكون الترحال والهجرة من أشد عوامل الانتخاب الطبيعي فتنعكس قوة الحياة اليومية في صرامة وجهامة السكان وحياة الاعتماد على النفس والعزلة المستقلة نمت فيه الفردية العارمة والعناد كما كان لرتابة الطبيعة وحرية الحياة حركت فيهم أقصى حالات التجلي أو أدنى حالات الأسى.
والذبذبات المناخية والمجاعات الراجعة جعلتهم قوماً قدرين كما علمتهم حياة الترحال الكرم والأمانة والوفاء.
وفي أرض الصحراء ومشكلاتها الاقتصادية نجد أن المركب الاجتماعي هو من مظاهر التكامل مع الطبيعة، والمركب الأخلاقي يتكون من عناصر هي الحرية، والشجاعة والكرامة والأمانة وشدة التدين.
فحياة الترحال تقوى من روح الاستقلال والحرية، وحياة ساكن الأراضي للجافة الصحراوية تمتاز بعنف المقاومة والنضال ضد الغزو الأجنبي، فالشجاعة من خصائص سكان الصحارى فهى جزء من الخبز اليومي ويغذيها الصبر على المكاره وقوة الاحتمال.
والحرية مع الشجاعة والعزلة تظهر فيه صفة النفة ونوعاً من النعرة والغرور، ومن العزة نوعاً من الكبرياء والاستعلاء، ومن الشجاعة نوعاً من الثائر والانتقام.
والتعاون الجماعي أمر لا بد منه بسبب تخلخل الأمطار بين مكان وآخر وبين فصل وآخر، وظهور نتائجه على الصورة النباتية والمركب الحيواني، فأصبح العمل الجماعي وسيلة لتنظيم الاستغلال للمرعى والموارد المائية.
وطبيعة الترحال جعلت الملكية في المجتمع الصومالي محدودة فالأوعية الخشبية أو النباتية بدلا من القابلة للكسر، والحصر والسجاجيد تحل محل الكراسي، والقرب محل الأوعية والنيران محل الموقد..إلخ.
وملكية الحيوان قوية جداً مما يؤدي إلى فوارق خيالية بين الأخ وأخيه. أما المراعي فلا ملكية فيها، فعلي حين تجد ملكية الحيوان فردية تكون ملكية المراعي حيث توجد ملكية جماعية شائعة داخل العشيرة.

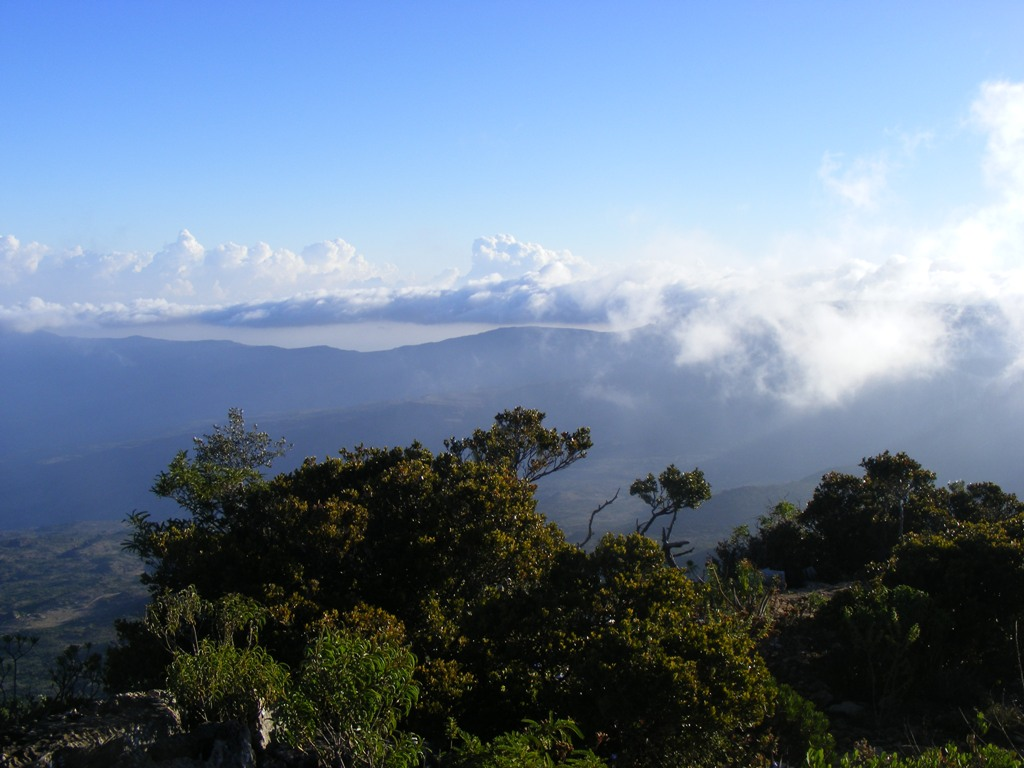
منظر من الجبل الأسود في سناج الماداو *الأسود

### الإسلام في الصومال
الشعب الصومالي من أشد شعوب العالم الإسلامي تدينا وصلاة وإيمانا بالله وبوطنه وإخوانه وكل من يتصل بالصوماليين يعرف ما للدين في حياتهم من أهمية، فهم في أحزانهم ومتاعبهم ينظرون إلى الله، فيمدهم إيمانهم هذا بقوة تشعرهم بالراحة النفسية والقوة في الحياة. وفي فترات الرخاء والسعادة والأفراح، تمتلئ نفوسهم بالشكر والشعور بأنه موجود في كل مكان وزمان. إن عقيدة الإسلام قوة وحدوية ربطت بين الصوماليين ودعمت من أخويتهم وتعاونهم لما فيه صالحهم وصالح الأمة الإسلامية، فكأن الدين عامل من العوامل الكبرى في الوجود الصومالي كوحدة قائمة بذاتها في شرق أفريقيا.
والشعب الصومالي شعب مسلم سني، يتبعون المذهب الشافعي، ويحكم فيهم القضاة في مثل قضايا الطلاق والميراث أو أي مسائل أخرى تتعلق بالدين.
وفي وجود مدارس قرآنية لتعليم الصغار وتحفيظهم القرآن باللغة العربية ويدرب معلمو هذه المدارس في المعاهد القرآنية ومن أكبرها: معهد الدراسات الإسلامية، ومعهد برعو الديني، وكلاهما على غرار المعاهد الدينية ل مصر، ويقوم بالتدريس بها أساتذة من المعلمين العرب والصوماليين وعلماء البعثة الأزهرية بالصومال وعلى عاتقهم توضيح التعاليم الإسلامية والفقة الإسلامي وتفسير السيرة وأخبار الإسلام بالإضافة إلى الوعظ والإرشاد في المساجد والمحافل الإسلامية. ويوجد اتجاهين مميزين للإسلام يمكن ملاحظتها بوضوح في ممارسة وهو الاتجاه الذي يتبعه القضاة في أحكامهم وفي تأدية الصلاة في المساجد وذلك يتماشى في يسر مع نظام الإسلام ذلك الدين الحنيف اللين الذي يتفق في كل أموره مع مطالب المجتمع.
أما الاتجاه الثاني فهو ما تتبعه الطرق الصوفية وهذه الناحية الصوفية في الدين تتركز في حب الله من أجل الله وذلك وسيلة لممارسة الحياة الروحية للحصول على السعادة الدائمة في الدنيا والآخرة وذلك عن طريق الورع. وتزدهر الطرق الصوفية في الصومال وفي كل بلد به جماعات صومالية تدين بالإسلام.
وأنشأ هذه الطرق الصوفية شيوخاً مسلمين، وقد سميت بالطرق لأنها الطريق إلي الجنة، وتعتمد الطرق الصوفية على الصلة المباشرة بالله عن طريق الورع والحياة الطيبة والتأمل في ملكوت الله.
ويعتقد المتصوفون أن الشخص يمكن أن يصل إلى حد القداسة في الحياة والتصوف له معنى عميق في حياة كثير من الصوماليين. وتوجد بالبلاد ثلاث طرق صوفية رئيسية هي القادرية والصالحية والأحمدية، وأوجه التميز بين طريقة وأخرى في اختلاف بسيط للغاية في الزهد والتصوف.

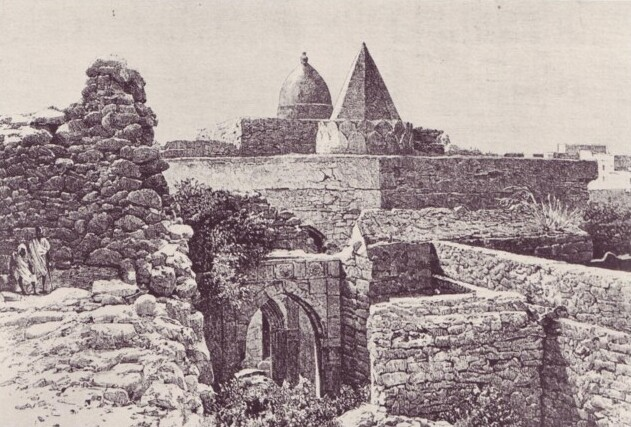
جامع فخر الدين زنكى القرن 13

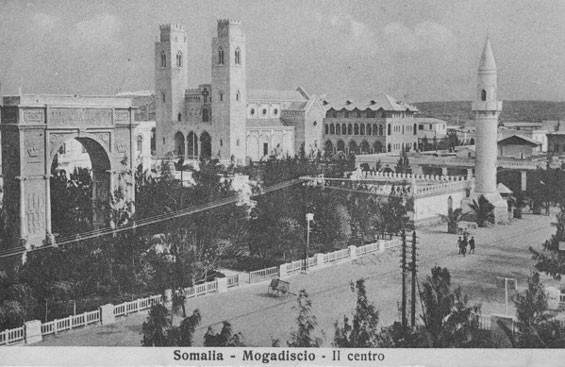
مسجد اربا في مقديشو 1936

## اللغة الصومالية وآدابها
الأدب الشامل الرقيق يتطلب مجموعة كلمات مختلفة ومفردات لغوية كثيرة، ولذلك فليس غريباً أن تكون اللغة الصومالية إحدى اللغات الغنية الواسعة التي تلائم احتياجات الحياة.
واللغة الصومالية لغة معقدة لا يتعلمها أي شخص ما لم يتخذها كلغة أم، ففيها طبقتان واضحتان من المفردات اللغوية تستعمل إحداهما في الحديث الدارج بينما تقتصر الأخرى على الأشعار والأمثال وهذه المجموعة الأخيرة من المفردات اللغوية التي يمكن أن يطلق عليها الأدب الصومالي تستخدم كلمات كثيرة مهجورة لقدمها كما أن القصائد الشعرية صيغت من كلمات من أصل صومالي وبعضها استعيرت من اللغة العربية لقرب الثقافتين من عقل الشاعر، ومع أن اللغة الصومالية المختصة بالعلوم والإدارة لا تستعمل في الحديث اليومي فإن الشعر الصومالي الكلاسيكي يستخدم كلا طبقتي اللغة.
كثير من الكلمات الصومالية لها طبيعة وصفية تسترعي النظر، وغالباً ما تتضمن الكلمة الوحدة معنى كبير (لا يعبر عنه في اللغات الأخرى إلا ببضع كلمات)، فمثلاً كلمة هيل Hiil (معناها الإحساس البار الذي يمنع الفرد من مخالفة قواعده) الإحساس الذي يضفي على صاحبه احتراماً من نوعا خاص هذا الاحترام يتعدى ذلك الشخص إلى أقاربه فيحترمونه بموجب القرابة التي يحملونها لذلك الشخص.
وإذا ما نظرنا إلى عواطف الشعب الصومالي وجدنا فروقا واختلافا في نوازعهم وعواطفهم فلهم أسلوبهم الخاص في الصبر والعفو وهناك نموذج لا يرجع إلى التقوى والورع والإحساس ولكن يرجع إلى مجرد عدم قدرة الفرد على الانتقام.
وفي الوقت الحديث حينما يلزم الأمران تستحدث كلمات جديدة لتقابل الحالات الجديدة في مجالات السياسية والعلوم والفنون نجد أن الصوماليين قد اتجهوا إلى الكلمات القديمة للاستعمال المادي. واللغة الصومالية تنتمي إلى هذا النوع من الابتداع والاختراع لأنها تحتوي على إمكانات لا حد لها من إنشاء الكلمات وصوغها وقد أنشئت كلمات عديدة ذات كفاءة عظيمة من الأصوات القديمة من ذلك كلمة رئيس الدولة في اللغة الصومالية هي ((مدح وين)) أي ((الزعيم العظيم)) ومجلس الأمن في الأمم المتحدة ((هو جوديدا نبادا))، أي ((مجلس السلام))، والأسلحة النووية ((هويكاها لستاه)) أي ((الأسلحة ذات الخطر الشديد))، وتعاطي المخدرات يُسمى ((دروقو)) أي (ليجعل الشخص ينام) ومساواة في القانون أي ديمقراطية ((ديموقراديد))..وأوجه التشابه بين اللغة العربية واللغة الصومالية كلمة ((بادية)) وفي شمال الصومال يقال ((هوود)).إلخ
وقد قامت الإذاعة بدور هام في تكوين الكلمات الجديدة، والمذيعون يفخرون بأنهم لا يستعملون كلمات مستعارة أجنبية عدا القرآن الكريم ودائماً يبتكرون كلمات صومالية تتماشى مع حاجات نقل الأخبار وتبليغها.

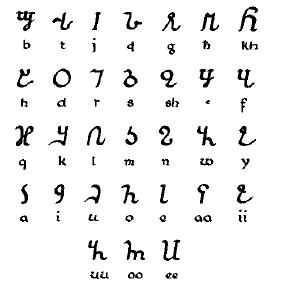
الأوسمانيا: اخترعها عثمان يوسف كينايديض.

هؤلاء الرجال هم الرواد الحقيقيون في مجال اللغة، وهم لا يعملون في محطات الإذاعة المحلية بمقديشو وهرجيسة فحسب بل وفي نيروبي وجيبوتي والقاهرة بل وأكثر من ذلك في لندن وموسكو وغيرها حيث تذاع برامج باللغة الصومالية.
واللغة الصومالية لها كيان مبني على قواعد نحوية راقية واضحة، غير أنه من الممكن تمييز الكلمات بنبرة الصوت وطريقة النطق فقط فالوالد أفان بالتشديد على المقطع الأول. والبنت أفان بالتشديد على المقطع الثاني والمقاطع التي تنطق بالتفخيم وتشديد الحرف، هي من الخصائص الواضحة في الكلام الصومالي.
والشعب الصومالي كله يتحدث باللغة الصومالية، وهذا لا يمنع من وجود لهجات ثلاث في البلاد، ولكن كلها من أصل واحد، واللهجات الثلاث هي لهجة بنادر أو السواحلية الصومالية واللهجة الصومالية العامة، فلهجة بنادر أو السواحلية الصومالية هي كلام ((حديث)) أهل منطقة بنادر بصفة خاصة، والصومالية العامة هي لهجة أكثرية الشعب، وتستعمل في الإذاعة والخطابة، وهي وسيلة المحادثة في كافة المدن الصومالية وعلى أية حال فإن لهجة بنادر - والصومالية العامة لهجتان متبادلتان واضحتان جليتان لا التباس فيهما، ويسهل تبادلهما، أما لهجة رحانوين فلا يمكن فهمها بسرعة لمن يتكلمون اللهجتين الاخريتين، وعلى أية حال فإن الطابع العام في اللهجات هو التقارب الشديد، والصفة البارزة، هي أن للشعب لهجة شائعة في كل مكان.
وتحتوي اللغة الصومالية على كثير من الكلمات العربية، ولكنها تنتمي إلى المجموعة الكوشية أساساً، وإن كان بينهما اختلاف بسيط، ويتكلم بهذه اللغة الكوشية جماعات الجالا ونصف الأحباش تقريباً والدناكل والعفر في إرتريا وفي الصومال الفرنسي.
واللغات في المجموعة الكوشية لها بعض الملامح المشتركة مع لغة البربر والمصريين القدماء، ويعتقد بعض العلماء أن اللغة الصومالية تكونت في الزمن البعيد جزءاً من المجموعة التي تسمى الحامية السامية التي تشمل لغة البربر والمصريين القدماء بالإضافة إلى العربية.
ويرى بعض العلماء أن لغة الجالا ولغة الصوماليين من ناحية تاريخ تسلسل النسب لغتان شقيقتان. وليست اللغة الصومالية باللغة المكتوبة من الناحية الرسمية وربما يبدو غريباً كيف أن مثل هذا الأدب الروائي الكبير لوقت طويل من الصوماليين ظل من غير أن يحول لغتهم إلى لغة مكتوبة، ولكن هناك أسباب طبيعية أدت إلى هذه الحالة:-
أولاً: معظم الشعب الصومالي كان شعباً بدوياً واللغة المكتوبة لا تنمو بين الشعوب الدائمة الهجرة كما تنمو في المجتمعات المستقرة المستوطنة.
ثانياً: كانت الحاجة إلى الكتابة قليلة منذ ألف سنة مضت، لأن اللغة العربية كانت تستعمل في كل حاجات الحياة. واللغة العربية لغة الإسلام (الدين) استعملها الصوماليون قديماً في الصلاة والتسبيح فكان من الطبيعي أن تستعمل أيضاً في شئون التجارة وفي العلاقات مع الأجانب مثل المعاهدات والاتفاقيات قبل قيام الاستعمار في شبة جزيرة الصومال حتى أن جميع الحكام والسلاطين كانوا لا يوقعون على أي مكتوب إلا بالعربية لدرايتهم بها فهماً وكتابة.
وحينما قام المؤرخ العربي ابن بطوطة بزيارة الصومال في القرن الرابع عشر تأثر بالآداب العربية والمدارس العربية في الصومال، وما زالت اللغة العربية تعلم حتى الآن في البوادي والمدن على حدٍ سواء فينتقل المعلمون في مدارس القرى لتعليم القرآن الكريم والفقه والتشريع الإسلامي، وتوجد كليات متنقلة متجولة تعرف باسم ((هر Hher)) لتزويد المتعلمين بدراسات أعلى في اللغة العربية على يد فقهاء وعلماء متخصصين في العلوم الإسلامية واللغة العربية، وفي المدن الكبرى والصغرى ظهرت مدارس عربية خرجت كثيرين من أبناء الأمة على قدر كبير من الأدب العربي الذي يتضمن قصائد صوفية ذات عمق وتصور شعري بارع، وظهر من الصوماليين معلمون للغة والنحو والأدب، وعلماء وشيوخ في الفقه والتشريع الإسلامي على قدر كبير من المعرفة باللغة العربية، لذا كانت في الماضي والحاضر لغة واسعة الانتشار في داخل الوطن، وفي الاتصال بالعلم الخارجي حتى أصبحت هناك جريدة للدولة تصدر يومياً باللغة العربية بالإضافة إلى البرنامج العربي بالإذاعة.
وقد بذلت محاولات عديدة لكتابة اللغة الصومالية بحروف عربية وبحروف لاتينية وبحروف عثمانية، إلى أن استقر الرأي على الأبجدية اللاتينية، بعد طرح مسألة اللغة أمام ممثلي الشعب في الجمعية الوطنية لاختيار الحروف التي تكتب بها أو اللغة التي تكتب بها مباشرة.

## الشعر الصومالي
تظهر العبقرية الصومالية في الأدب ولا سيما في الشعر الذي يروى شفاهة باللغة الصومالية، وليس الشعر الصومالي فناً منعزلاً عن الحياة الصومالية، ولكنه ينتمي عن قرب إلى العادات وطرق المعيشة للسكان، فهو شعر متصل حي، ويحفظ المعجبون بالشعر الجيد مؤلفاتهم وينشدونها باستمرار، ويتناقش الصوماليون في الشعر ومستوياته المختلفة. وغالباً ما يكون النقد لاذعاً، وينبذون وينسون الشعر الذي لم يصل إلى المستوى اللائق.
ويتناقل الشعر من جيل إلى جيل مشافهة بين الناس أو الرواة المتخصصين وذلك للشعر ذي المستوى الرفيع، وغالباً ما يبقى مئات من السنين في صدور الناس دون تحريف.
ويمتاز رواة الشعر الصومالي والمنشدين له بقوة الذاكرة فالمنشد الصومالي يمكنه أن يحفظ عن ظهر قلب أي قصيدة يسمعها لأول مرة والحقيقة أن عدد المنشدين كبير جداً، وذاكرتهم قوية لدرجة أنهم قادرون على جعل المستمع مشدوهاً من مساء إلى مساء دون أن يكرروا نفس القصيد أكثر من مرة واحدة. وفي هذا النقل الشفوي للأدب الصومالي تبقى القصائد مطابقة للأصل بشكل يثير الدهشة.
وهذه الأمانة في النقل لا ترجع فقط إلى قوة المنشدين، ولكن كذلك إلى أسلوب الشعر الصومالي وإلى القواعد الشكلية للتأليف التي تجعل الشعر دائماً في حالته الأصلية فإذا حدث أي تغير لا يتمشى مع القواعد الأدبية فسرعان ما يلاحظه المستمعون ويلعنونه في سخرية.
ويقدر الصوماليون شعرهم ويلمون به إلماماً كبيراً، ويرجع بقاء الكثير من هذه القصائد غير المكتوبة إلى التقدير الكبير للشعر بين الصوماليين في كل ميادين الحياة وللمنزلة المهمة التي يشغلها في عقول وقلوب عامة الناس. القصائد التي يمكن تسميتها بالقصائد الكلاسيكية هي أحسن أنواع الشعر، فالقصائد الصومالية أبعد ما يكون عن البساطة حيث إنها معقدة ودقيقة وتتبع قواعد صعبة ويؤلف الشعر بنوع من النغمات تستعمل عندما تنشد القصيدة أو تغنى، ولها نوع من الجرس الموسيقي ومقاييس الامتياز والإتقان شائعة بين الصوماليين رغم أنها تبدو مفهومة تقديرياً أكثر من كونها واضحة كنظام موضوع للقياس الأدبي.

### أنواع الشعر الصومالي

#### الجباي
يعتبر الجباي أرفع أنواع الشعر الصومالي، وهو قصيدة روائية طويلة وفلسفية ومن طراز الشعر القصصي الذي يروي سيرة الأبطال، ونغمته ضخمة، ولا يصاحب الجباي أي موسيقى أو طبل أو تصفيق فالشاعر ينشد الجباي بمفرده. وسرعة الإنشاء بطيئة ووقورة ويمكن مقارنتها (بالقناع) المتبقيات في التراجيديا اليونانية، لأن التأثير ضد الفخامة المتسعة والإيقاع الفاخر الذي يبعث المؤثرات الدراماتيكية والفكاهية في الجباي ليست فكاهة خفيفة ولكنها شائكة فيها سخرية وكآبة. ويؤلف الجباي في أي موضوع في أن الحرب من أهم أغراضه وكذلك الدين والنصح والإرشاد والتوفيق بين الجماعات المتشاحنة ليسود السلم والأمان، وفي الوقت الحاضر يستعمل في نقل الرسائل السياسية فهو وسيلة للنقد السياسي والمناظرات.
ويعتبر الزعيم الوطني السيد محمد عبد الله حسن من أعظم الشعراء الصوماليين فقد كان الشعر وسيلته الطبيعية للاتصال بإخوانه ومؤيديه في نضالهم ضد البريطانيين في أوائل القرن الحالي، وغالباً ما كان يعطي تعليماته لاتباعه بطريقة شعرية. وكان لاذعاً في صب هجائه على أعدائه وحلوا شجياً في تمنياته الطيبة لأصدقائه.

#### الجيرار
الجيرار شعر قصير بالنسبة لشعر الجباي وغالبا ما يستعمل في تزويد أغاني الاغارات بين الجماعات ويمتاز بسرعة التفعيلات بسرعة تشبه وقع سنابك الخيل التي تعدو. والجيرار الثاني يشبه أحد الخيول المفضلة.

## التتبع في الشعر الصومالي
التتبع في الشعر الصومالي يعتبر مظهراً من أهم مظاهر الشعر الصومالي الكلاسيكي (الجباي والجيفتو والجيرار) وقواعد التتبع ثابتة ويمكن ملاحظتها بوضوح وتكون الكلمات المتتابعة أسماء أو أفعالاً أو أرقاماً أو أعلاماً ويحدث التتبع في مقطع كل شطرة.
والإلمام بقواعد التتبع من الصعوبة بمكان، فالشعراء الذين ليسوا على قدر كبير من الموهبة كثيراً ما يتعثرون في بحثهم عن الكلمات التي تتفق والقواعد التي تكون مضبوطة ومؤثرة ذات معنى، ويمكن الشاعر الجيد أن يتغلب على هذه الصعوبات، ويمكن أن يعبر عن نفسه بقوة وبدقة وفن.
ومن الصعوبة بمكان ترجمة الشعر الصومالي لأنه يعبر عنه إلى مدى بعيد في إصلاحات رمزية وصور شعرية واكتشاف المعاني والمحسنات البديعية مصدر كثير من سرور المجتمع، والقصيدة في العادة عميقة الجذور لأن هدفها نقل رأي الشاعر معبراً عن اهتمام الجماعة سواء كانت عائلية أو كل البلد.
ويسجل الشعر حوادث هامة من جميع الأنواع وبذلك يسجل جزءاً كبيراً من تاريخ الصومال، ويجب معرفة الظروف والملابسات التي يثبت عليها القصيدة ويقوم بذلك منشدون آخرون وتكون كمقدمة للقصيدة نفسها وقد حفظ كثير من التاريخ بهذه الطريقة بدلاً من اندثاره.
وشعراء مثل محمد عبد الله حسن، راغي أجاس، سلامة عربيي، عبد الله موسى، موسى جلال، مشهورون ويقطف من شعرهم الكثير من الصوماليين كما هو الحال مع شوقي أمير الشعراء وحافظ إبراهيم والمتنبي وغيرهم الكثير.
ويتمتع الشعراء الصوماليين بسمعة طيبة يحسدهم عليها زملاؤهم الشرقيون، ولهم أهمية مرموقة في مجتمعاتهم، والآن أصبح لكل حزب سياسي شعراؤه. وفي العادة ينشر الصلوات على روح الشاعر قبل بدء انشاد شعره إذا كان الشاعر متوفي.
وتهتم الإذاعة الصومالية بترديد الشعر الجيد والأدب لإحياء التراث الثقافي والأدبي وتعمل الحكومة من جانبها على تكريم الأدباء وإحياء ذكراهم نظراً لأهمية هذا الكنز الأول في التاريخ والثقافة التقليدية.
ويمتاز الشعر الصومالي بصفة خاصة هي أنه من الأنواع المعروفة بنتاج الجماعة وهذا من خصائص الأدب الفلكلوري كما يمتاز بالمكر والحيلة في استعمال الألفاظ والتلاعب بها وكذلك بالصور والأخيلة، وقد تأثر الشعر بالعروض والموسيقى الإيقاعية التي تشتهر بها القارة الإفريقية كما تميز بالتركيز على الجناس والجرس المعبر عن المعاني وسرعة الإيقاع فهو أسير التقاليد البلاغية.

## القصص والأساطير الشعبية
تنتشر القصص والأساطير الشعبية بدرجة عظيمة بين الشعب الصومالي في كل مكان، ففي مدينة حول الموائد وفي أماكن شرب الشاي، وفي المساء حينما يجتمع البدو حول النيران المشتعلة عبر السهول، يجد الراوي الممتاز أذناً صاغية وقلوب واعية لما يروي من أقاصيص وقصص صومالية وأساطير وهي في العادة ذات تراكيب غير محددة، وعلى أية حال يراعى ذلك مع القواعد الرئيسية واتباعها بقدر الإمكان وفق الراوي نفسه.
والرواية فن شعبي وأقرب إلى الحياة اليومية منه إلى الأسلوب الخطابي فالراوي الماهر إنما يمثل الممثل الماهر ويلعب دور كل شخصية في قصته لإظهارهم في الحياة الشعبية.
وأساطير الحيوانات والرمزيات من قصص الأطفال وتستخدم في تربيتهم لأنها تحتوي على نصيحة ومواعظ ومعلومات، وتطرق القصص الشعبية المواقف الاجتماعية والأخلاق والعظات وشرور الدنيا التي سيقابلها الطفل إذا عصى والديه أو خالف أمر الله.
ويستخدم الكبار قصصاً بقصد الرمز في الكلام، وأحياناً يكون ذلك في القصائد مثلما يشير العرب إلى أغنية للأطفال معروفة أو قصص الجان والشياطين.
والقصص التي تروى بين الكبار هي التي تتناول شخصية تاريخية مشهورة مثل سلطان وال وال الذي حارب ضد الحبشة أو شخصيات تاريخية مثل الشيخ إسحاق.
وفي هذه الأيام تناولت القصص بعض الأغراض الجديدة في القصة الصومالية مثل تلك التي تتحدث عن المغامرات البحرية أو غيرها وفي القصة التالية تجد مغامرة مثيرة وعنوانها

### أجال بوكي المرح
كان أجال بوكه يعرف بالصديق الصغير الأعرج، وقد غادر وطنه بعيداً باحثاً عن عمل وبعد مغامرات واسعة وجهد كبير وجد نفسه في جنوب أفريقيا، وقد استقر به المقام في جوهانسبرغ وفي أحد الأيام مالت نفسه إلى المرح وشهوة الطعام فاستنفذ كل ما معه من مدخرات في يوم وليلة، غير أنه لم يحزن على هذه الثروة الضائعة وأخذ يفكر جاهداً لعله يجد مخرجاً من كربته فنزح إلى مدينة جديدة ولم يكن معه غير سبع جنيهات حينما تقابل مع رجل يملك كلباً صغيراً يعرضه للبيع، فاشتراه منه أجال ودفع له كل الجنيهات التي معه ثمناً للكلب، وخرج صفر اليدين مزهواً بالصفقة التي قام بها واشتاقت نفسه إلى سيجار فما كان منه إلا أن باع الكلب في قرية أخرى بسيجار وانشرح صدره حتى إذا ما وصل إلى قرية شعر بالجوع والعطش وقد استقر به المقام في وادي قريب من القرية وقرر أن يقضي ليلته فيه وكان بالقرية حمير كثيرة تذهب إلى الوادي ليلاً للرعي فيه وحملق أجال في هذه الحمير ليراها ثم نهض من مضجعه وقفز على ظهر بغل كبير كان يقود القطيع وركله في بطنه فتلوى البغل من الألم وقفز سريعاً تتبعه بقية الحمير وفتح أجال ذراعيه كالطير وصرخ كالضبع وأسرعت الحمير من ورائه مذعورة.
وظل أجال ممتطاً ظهر البغل طوال الليل حتى أقبل على مشارف مدينة فاستقر بها فترة وباع الحمير بثلاثين جنيهاً ثم ارتحل إلى مكان لبيع الطعام فأكل وشرب، وتصادف عند مروره في السوق أن استرق السمع على قوم فوجدهم يتحدثون باللغة الصومالية إذ كانوا يعملون على ظهر سفينة فقدم نفسه إليهم، وصحبوه معهم ليجدوا له عملاً وهكذا وجد الرجل الذي اقترف إثماً كبيراً مأوى وعملاً وشعر بأن روحه تعيش في سلام.
ولما رست السفينة في عدن ذهب أجال إلى محل لشرب الشاي وأخذ يقص قصته على بعض الصوماليين والعرب هناك فنظروا إليه بحذر مشدوهين وأخبروه بأنه لابد وأن يكون مجنوناً فيدفع سبع جنيهات ثمناً لكلب، ثم يبيع الكلب بسيجارة فضحك أجال قائلاً أنكم صبية صغار. بالله عليكم خبروني ماذا تفعلون إذا ما رأيتم الدنيا تنهار وأنتم أنفسكم تبغون إصلاحها؟ فأجابوه بأن أحداً لا يعرف ماذا يفعل. فأجابهم أجال قائلاً إن أحسن عمل تقوم به في هذه الحال هو أن تركل الدنيا ركلة شديدة لتجعلها تهوي كاملة. فلما وجدت حظي قد وصل إلى الحضيض كان علي أن أطيح به وأجهز عليه، ولكنه ارتد إلي لأنه كما يقول المثل الصومالي.. البطن الخاوية صديقة إلى الله.

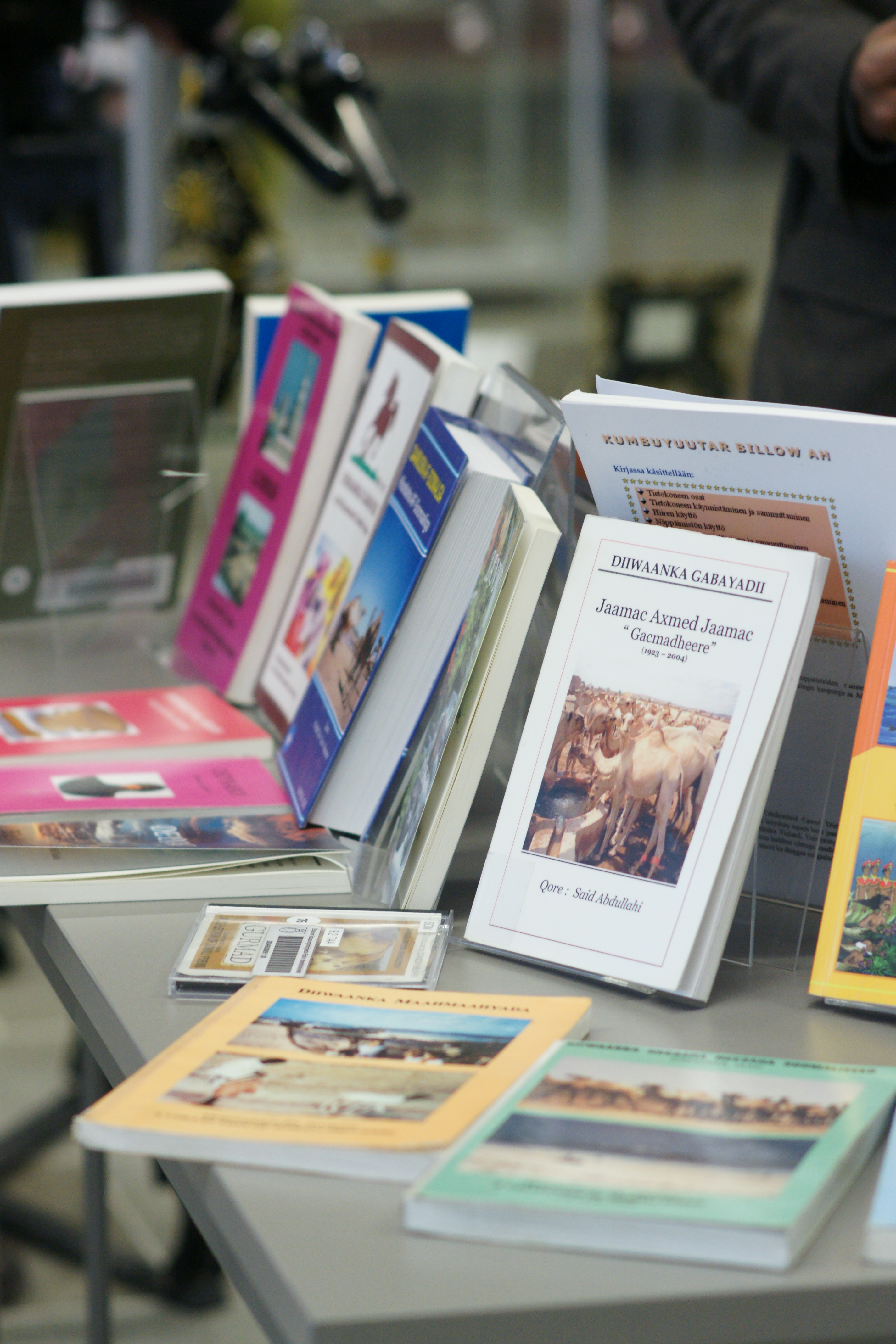
بعض الكتب باللغة الصومالية

### الفارس القوي
هذا نموذج آخر للقصة الصومالية المسماة شيكوه، واسم القصة وبل وال أي الشاب الفاتك، ويزعمون أن هذا الشاب كان شجاعاً قوي البنية يحمل سلاحه دائماً ولا يضعه إلا حين يحلب البقرة، وكان لهذا الشاب أخت لم تتزوج ففكر بعض أعدائه في الذهاب إلى أخته ليقول لها أني أريد أن أتزوجك ولكن أخاك لا يرضى، فقالت اقتلوه. قال وكيف نقتله وهو رجل شديد البأس، وفكرت الأخت ثم قالت: إن أخي يترك سلاحه عندما يحلب البقرة وفي هذا الوقت أنادي باسم من أسماء العجول لتهجموا عليه وتقتلوه.
وفي الليل وضع الشاب سلاحه ليحلب البقرة، فنادت الأخت، وفهم الشاب لأنه لم يسمع هذا النداء من أخته قبل تلك الليلة، وأسرع إلى سلاحه وقبل أن يهجم عليه أعداؤه هجم عليهم وقتلهم جميعاً وقتل معهم أخته!
ويأخذ الصوماليون من هذه القصة إحدى حكمهم المشهورة ((لا تأمن المرأة ولو كانت أختك))

### طجطير *أي صاحبة الاذن الكبيرة وهي من أشهر القصص التي يعرفها أغلب الصوماليين
وتحتل طجطير المرتبة الأولى في حكايات الطفولة الصومالية، وهي امرأة يقال انها تأكل الأطفال، ويدخل بعض الأطفال مغامرات عجيبة معها ومن قصصها: انه كانت هنالك اسرة رعوية كان لها أربع بنات يتيمات الام، وتزوج الاب زوجة عنيفة تسئ معاملة البنات، وفي ذات يوم يستجيب الاب لطلبها الذي كانت تلح عليه بأن يغيب انظار البنات عنها، ويبعدهن في الادغال الموحشة، وياخذ الاب البنات الأربعة إلى مناطق بعيدة في البادية، ويتركهم هنالك بعدما خدعهن بأنه يأخذهن للعب وسينتظرهن تحت شجرة كان يستظل تحتها، ولكنه طرح رداءه (عمامته) والعصاء التي كان يحملها تحت الشجرة بعد ان انصرفن للعب ليوهم البنات بأنه موجود وفي وقت متأخر انتبهن بأن الاب لا يناديهم ليعودوا فلما اقتربن من الشجرة انصدمن بأن اباهم ليس موجودا !!! ووجدن انفسهم وسط ادغال موحشة لا انيس فيها غير الحيوانات المفترسة فأخذن طريقهن في الغابة الوعرة حيث لا هادي ولا انيس فالتمسن بعد فتره بيتا من الخشب يظهر من مكان غير بعيد ولسؤ الحظ كان بيت «طجطير» وقد وصلن البيت في غيابها فلقين بنتها وكانت طيبة وأخبرتهم بأن امها تأكل الأطفال وهي شريرة فسمعوا وقع اقدام من بعيد فحاولت البنت ان تخفيهم إلى ان طجطير فور وصولها شمت الأطفال وسألت بنتها بأن هل هنالك أحد فأخبرتها بنتها بأن هنالك بنات وانهم ليس لهم مأوى وانهم مستعدات لخدمتها فخرجن البنات وناشدنها بأن لا تعتدي عليهم وانهم سيخدموها بأي شي فوافقت طجطير على ذلك، ولكن في جنح الليل خططن البنات الأربع مع بنت طجطير لقتل أمهم لأنها شريرة وكانت مشهورة طجطير بأن لها اذن كبيرة وكانت خطتهم بأن بنت طجطير اخبرتهم بأن يقوموا باخذ أحد الخناجر الموجودة في المنزل لكل بنت لوحدها ويقوموا بطعنها حتى الموت فتمددت طجطير بالسرير لتنام واخبرتهم بأن غدا لانهم سيذهبوا للصيد بأن بنامو مبكرا فلما تمددت كانت اذنها واقفه وذلك دليل على انها لم تنم بعد كما اخبرتهم بنتها فبعد زمن وجيز استرخت الاذن ونامت طجطير فقامو بتنفيذ الخطة فقتلوها ورددن بعض الابيات تعبيرا على ان الرخاء والامن اشرق بموت (طجطير) أكبر رمز تخويفي وارهابي في عالم الأطفال ويدعون الناس إلى التفاهم والتقارب.

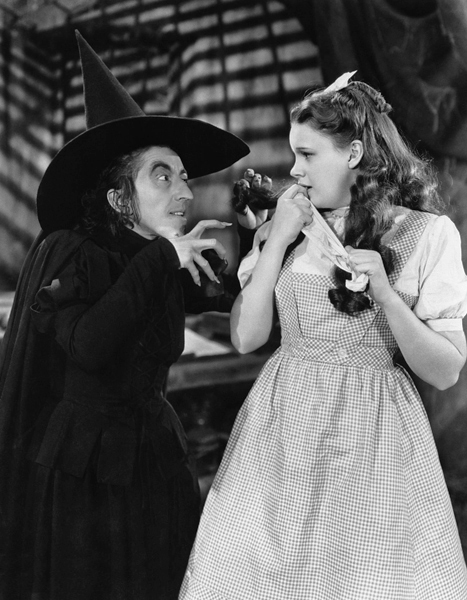
صورة تعبيرية لطجطير مأخوذة من رائعة اوز

## الحكم الصومالية
تدل الحكم الصومالية على درجة عظيمة من البصيرة والذكاء، وغالباً ماتستعمل في الحديث، وتقطف من قصيدة، أو قصة لتشرح نقطة ما بطريقة دقيقة فليس هناك هروب من الحقيقة من هذا المثل.
عندما يذهب الإنسان للنوم ويستيقظ يجد نفسه أنه لم يتغير؟ وفي شرح الحقيقة التي لا تتغير ((الرجل الذي تعدى عليك لا يأخذك إلى مكان ظليل))، وحكمة أخرى يمكن أن تقدر في أي بلد آخر هي ((للأغبياء مئة عين، يرون أحبابهم بتسع وتسعين منها وبواحدة يرون أعدائهم)) ويمكن ملاحظة المثل القائل ((الرجل الذي يعرف كيف يكذب يعرف السحر)) وهناك عشرات من الأمثال الصومالية مازالت باقية وتستخدم في المناقشات فهم يختمون كل حياتهم بطريقة مركزة من حياتهم اليومية.. فمن حكمهم: أصبع واحدة لا تغسل الوجه

## بناء القبيلة والعائلة الصومالية
مجموعات القبائل الصومالية الرئيسية تضم:

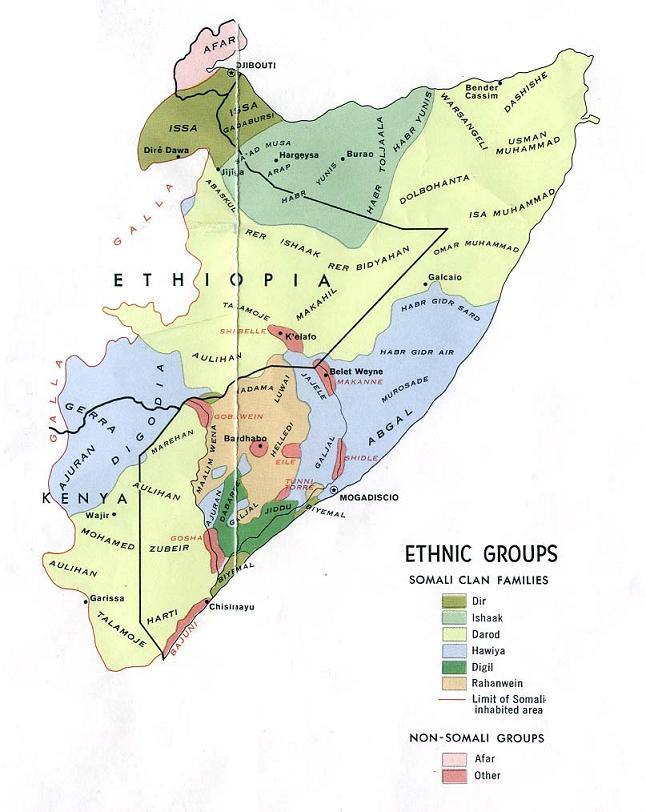
خريطة توضح توزيع مختلف القبائل الصومالية

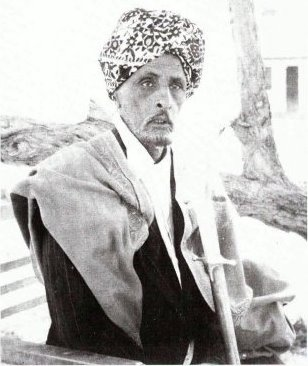
أحد سلاطين القبائل الصومالية

دارود، در، هوية (قبيلة)، إسحاق، رحنوين(دجل ومرفلي)

## الملبس والعادات والتقاليد
ليس من السهل على الإنسان أن يتفهم نظام الأسر الصومالية في العهد القديم للنهضة الحديثة التي تحارب النظام القبلي، لأن الأسر الرئيسية مقسمة إلى أسر فرعية كثيرة، وعلى أية حال كان التنظيم الأسري دائماً في الماضي يحفظ الأمن الصومالي، فإن سلامة ماشيته وحياته وأسرته تتوقف في معظم الأحيان على المساعدة التي يستطيع أن يحصل عليها بغير عناء ودون أن يخيب له رجاء من بني فلذته في وقت الشدة والضيق
فالعائلة كانت عند الصومالي حماية في وقت الحاجة وعند الخطر، وهي الضمان له فلا يجد نفسه في غير حاجة إلى أن يواجه تقلبات الحياة وحيداً منفرداً، ولذلك ففي ظل شروط الدفاع والمعونة المتبادلة لعب النظام الأسري دوراً هاماً للغاية في الحياة الصومالية، ومن السمات الرئيسية للمجتمع بين البدو والرعاة في الشمال الدية التي يدفعها أقرباء الشخص الجاني متضامنين لهم يدفعون له تعويض الدم ويأخذون عنه الدية. ففي أي نزاع يحدث بشأن الماء أو المراعي تتحد كل جماعة متضامنة في دفع الدية متحملين مسئولية مشتركة تجاه الجماعات الأخرى، أو إذا اعتدت على قطيع جماعة ما أو أتلفت ممتلكاتها فإن الجماعة المشار إليها تطلب تعويضاً طبقاً لنظام الدية التقليدي.
وفي معظم المناطق يكون التعويض عن حياة الرجل مئة جمل، وبعد أن تتم الترضية يقسم الدين بين الأعضاء الذكور في الجماعة ولذلك فإن ما يقوم به الفرد يصبح مسئولية الجماعة كلها وأن الفرد ليعتبر حينما يعزم على القيام بعمل ما أنه سوف لا يورط نفسه فقط بذلك العمل وإنما يورط أقاربه كلهم معه.
وتحت ظل نظام التضامن الجماعي في دفعه الدية قامت السياسة على نظام ديمقراطي فيجتمع مجلس عام يسمى (شير) ولكل فرد بالغ الحق في إبداء رأيه.
ولبعض البطون الصومالية سلاطين يحملون الألقاب الصومالية القديمة (جراد – بوقر – أوجاس) ولكن في معظم الأحوال يعبر هؤلاء الزعماء في مجلس الشورى عن وجهة النظر السائدة للجماعة المحتشدة أكثر من محاولتهم فرض رأيهم على الأغلبية.
وفي جنوب الصومال ينتظم الشباب في مجموعات للاشتراك في أوجه النشاط المختلفة كالصيد، وحفر الآبار القريبة، وزراعة الأرض والاشتراك في الاحتفالات وحلبات الرقص ولهم أيضاً طرق متقنة في تنظيم استعمال بحيرات الماء. فمثلاً إذا بل الرجل قميصه وهو يسقي ما شيته يكون عرضة لدفع غرامة حيث لا يسمح لأحد بأن ينزل في موطن الماء أو أن يغسل ملابسه فيه إذ يجب أن يكون غسل الملابس خارج الغدير لحفظ الماء نظيفاً نقياً.
تصغير|يسار|امرأة صومالية ترتدي الجاربسار الزي التقليدي للصوماليين
وهذا النظام للأسر الصومالية التي تحدثنا عنه أصبح ضمن نطاق التاريخ الاجتماعي للشعب الصومالي في الماضي البعيد إذ أن السنوات الخمس الماضية التي تلت الاستقلال قد قضت على النظام القبلي البائد، ووضعت أسساً جديدة للمجتمع الصومالي الجديد الذي ينخرط جميعه في سلك حكومة واحدة ترعى مصالحه، وتعمل لما فيه الخير للجميع دون تمييز بين قوي أو ضعيف أو فئة على أخرى، وإنما الجميع سواسية أمام العدل والقانون.

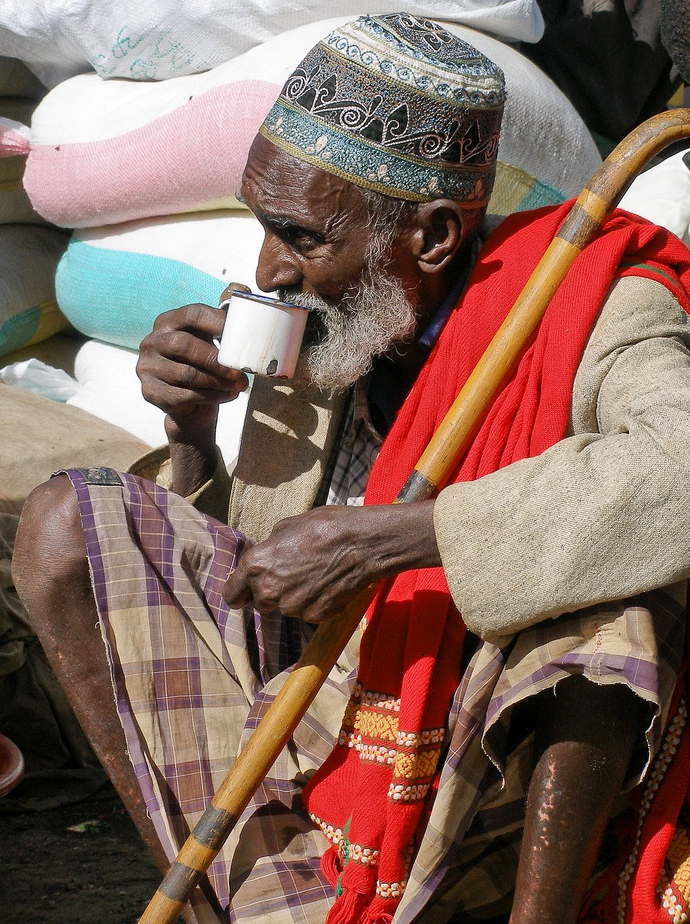
مسن صومالي يرتدي المعويس أو ما يسمى بالمعوز أو الفوطة

## الخطوبة والزواج
الزواج بين الصوماليين ليس بعقد بين الرجل والمرأة أي مسألة فردية فحسب، بل هو اتفاق بين عائلتين، كما أنه أيضاً ذو أهمية بالغة في الحياة الاجتماعية والاقتصادية بحيث أنه يمتد أحياناً إلى أبعد من مصلحة الزوجية، فأقارب الزوج لهم اعتبار في اختيار العروس، وفي حالات كثيرة تنتظم عملية الزواج بين الأسرتين، فليس التفضيل الشخصي بالشئ الذي يعمل له حساب، ولكن مصلحة الجماعة فوق ذلك الاعتبار. على أن بعض الشبان غالباً يتزوجون باختيارهم إلا أن التدابير الرسمية التقليدية لا تزال بالشئ الواجب على أسرة الرجل أن يقوم بها. والفترة المناسبة والمفضلة للخطوبة عند البدو من أهل الشمال هو فصل جو بعد أمطار الربيع حيث يتوافر المرعى والماء وحيث يقل عمل الرعاة.
وتعرف المرأة الصومالية بأنها من أجمل نساء العالم فإن مستوى الجمال عند الصوماليات في غاية الإحكام والدقة ومقياس الجمال عند الصوماليين أن تكون المرأة ممشوقة القوام ممتلئة البدن في غير سمنة قد أحكم استدارة نهديها وأردافها كما وصفها الشاعر العربي:
هيفاء مقبلة، عجزاء مدبرة ... لا يشتكي قصر منها ولا طول
وأن تكون ممشوقة رشيقة في مشيتها وإن كان بعض الشباب يؤثر الجمال وحده، وتقاس الفتاة الصومالية أيضاً بشخصيتها ومهارتها في العمل المنزلي وحذقها واجتهادها واعتدال مزاجها.
وفي العادة تكون العلاقات قبل الزواج بين الفتى والفتاة علاقة رسمية للغاية وللبكارة قيمة كبيرة عند الزواج.
وإذا ما خطب الشاب الفتاة تبادلت الأسرتان الهدايا (جاباتي) فيقدم الشاب هدية لوالدي الفتاة وتكون عادة في شكل نقود أو ماشية (الياراد) وهو مال العروس الذي يدفع لأسرة الفتاة، ويكون عادة من الماشية التي تؤخذ من قطيع أسرة الرجل.
(ويباو) هو جزء من (الياراد) يرد كهدية لأسرة العروس، والمنحة التي تقوم عليها رابطة الزواج الشرعية هي المهر الذي سنته الشريعة الإسلامية ويدفع للعروسة، وتقدر قيمة المهر في العادة بين 15 جنيهاً و20 جنيهاً، ويكون دائماً أقل من الياراد ويتفق على المهر في حضور الشهود والشيخ (وداد) أي (رجل الدين) وهذا الاتفاق يعين صلة الزواج الشرعية ثم يبارك الشيخ الزوجة بآيات من القرآن الكريم، ويعلن أنهما قد أصبحا زوجاً وزوجة.
ثم تأخذ احتفالات مراسيم الزواج التقليدية دورتها، فيأخذ العروس نساء من أسرتها ويقدمها إلى عشها الجديد، ويرتل الموكب الأغاني والأناشيد، كما يقود العروس رجال من بني لحمته.
وفي الجزء الجنوبي الزراعي من الصومال ميل شديد للزواج من بنات العمومة وهي عادات ليست شائعة في الشمال وتكاليف المهر تنخفض كثيراً في الجنوب عن الشمال. وقبل الزفاف يأتي العروس وهو يقود الثيران والجمال التي تحمل الماء واللبن والطعام وقد ربط حول رقبة جمل منها زوجاً من الأحذية كهدية شخصية للعروس والثيران والطعام لوليمة العروس.
وفي الليلة السابقة للزواج تشترك العروس في الرقص، وفي يوم الزواج يقود العروس رجالاً من رفقائه يحملون عصيهم يتقدمهم مغني جيرار حتى إذا ما اقترب الموكب من الكوخ كانت الأغاني مديحاً للعروسة، وإذا وصلوا طافوا بالكوخ ثلاث مرات وعندئذ يقف العروس خارج الباب بينما يقول أحد أفراد الجماعة: العريس لا يجد الباب، ماذا سيقدم له الأخ والعم وابن العم؟ ويعتبر هذا طلباً تقليدياً لكل من في الحفل ليقدم المنح للعروس وحينما يتسلم الهدايا يدخل الكوخ ويتنظر عروسه التي يحضرها له أحد أقاربه.
وترتدي العروس ملابس جديدة مطرزة، والحذاء الجديد الذي قدمه الزوج لها. ثم تطوف العروس ومن يصحبها حول الكوخ ثلاث مرات ثم تدخل.
ويترك الزوجان وحدهما، والمفروض كما هو الحال في الشمال أن يظل الزوجان ماكثين مع بعضهما في الكوخ ستة أيام.
يسمح الإسلام للرجل أن يتزوج بأربع زوجات لأسباب وضعها الدين الإسلامي ومن الناحية العلمية لا يتثنى هذا العدد حتى لأكثر الصوماليين ثراء.
ونظام الزواج من وجهة نظر الصومالي إنما هو أمر خاص بالاحتياجات الاقتصادية ومصالح الأسرة كلها بصفة رئيسية، فغالباً ما يكون الزواج موافقاً ملائماً بالنسبة للمرأة الصومالية التي تنوء بواجبات كثيرة منها العناية بالماشية ونسج الحصير، وإقامة أكواخ البدو وحينما تنتقل الجماعة (طلبا للمرعى) فإن الزوجة تعتني بالأطفال وطهو الطعام وتحميل وتفريغ حمولة الجمال، وتقتسم مع الزوجة هذه الأعمال زوجة أخرى أو زجات أخريات في أي أسرة حيث توجد العلاقات العاطفية بطبيعة الحال في الزواج المتعدد الزوجات مثلما توجد بين وحيد الزوجة.
وتتناقل الأخبار قصة قديمة لرجل كانت زوجاته الأربع يتجادلن دائماً فيما بينهم أيهن أكثر حظوة من الأخريات؟ فغضب الزوج وطلب منهن جميعاً إغماض أعينهن وقال لهن أنه سيمس الزوجة المحظية عنده بشرط ألا تفشي ذلك السر، ثم لمسهن جميعاً ومن ذلك اليوم ساد السلام بينهن.
وتعتبر الزوجة الأولى أعلى مقاماً في الأسرة وتعرف في الأسرة مع أولادها باسم (مينوين) أي البيت الكبير، وتعرف الزوجات الأخريات باسم (مينار) أي البيت الصغير، ويحمل أولاد الرجل اسمه الأول كلقب فابن أحمد يقال له عبدي أحمد، وابنته يقال لها حليمة أحمد.
أما في الأسرة التي يتعدد فيها الزوجات فيتخذ الأولاد اسم أمهم وعلى ذلك فأبناء حواء يعرفون دبج حواء وبعد الزواج ربما يقضي الرجل بضعة أشهر أو عاماً بين أهل زوجته، ولكن بعد هذه الفترة الأولى يعود مع زوجته ليعيش بين أهله. ومع أن الزوجة مرتبطة بعشيرة زوجها بمصالح منزلية واقتصادية علاوة على الراوبط العاطفية وروابط الأبناء إلا أن شخصيتها لا تذوب في أهل زوجها بل تبقى إلى درجة معقولة متصلة بعشيرتها الخاصة.
والزوج هو المالك الشرعي للماشية، ولكن تقع مسئولية العناية بها على عاتق الزوجة وفي الحقيقة أن الزوجة تقع على مسئوليتها إلى حد كبير شئون شراء وبيع الأغنام والماعز التي تمتلكها العائلة ويمكن النظر إلى عادات الصوماليين في الزواج على ضوء الأهمية الاجتماعية، فلا يمكن أبداً اعتبار العرس صفقة، وذلك بسبب وجود عادة دفع المهر. فجزء من ذلك المهر يرد عادة ويقدم أقارب العروس أيضاً الهدايا للزوجين الجديدين، فيمكننا أن نعتبر عادة دفع المهر عملية تبادل هدايا هدفها تقديم الضمانات لنجاح الزواج وإظهار عنصر الاستقرار والسلوك الحسن وتحمل المسئولية.
والطلاق موجود بين الصوماليين، ويقوم به القاضي طبقاً للشريعة الإسلامية، وغالباً ما يقع الشباب في حب الفتيات، وغالباً ما يكون حبه شيئاً لا علاقة له إطلاقاً بأي أمل في الزواج أو مسألة غرامية، ويعبر عنه في بساطة داخل قوالب من الشعر، فأحياناً يروي الشاعر أغنية لفتاة رآها مرة واحدة ولن يراها مرة ثانية أو لإمرأة جميلة ولكنها بعيدة المنال، ولايمكن الزواج بها. وذلك على غرار أغاني العصور الجاهلية في شبه جزيرة العرب التي كانت تؤلف لنساء لا يعرفن الشاعر في حياته الواقعية وإنما هي مجرد رؤية عابرة، ويكون عادة حباًُ أفلاطونياً ويجد متنفساً له وتعبيراً عنه في إنشاء الشعر بمصاحبة الطبول حيث يمدنا بالتسلية والخبرة العاطفية العميقة.

## الدفن
تقليد المجتمع الصومالي تختلف عن التقاليد الإسلامية قليلا ففيها يكفن الموتى ويدفنون في مقابر تحتوي على رفوف توضع عليها الجثة أو في مقابر تحتوي على حجرة أو حجرتين أو أكثر، وفي بعض المساجد تقام الشعائر الجنائزية، وفي أثناء ذلك تعلق الجثة من السقف رمزاً لرحلة الروح إلى السماء وهذا ليس من الدين الإسلامي.
يوقر الصوماليون رجالهم الأطهار الذين يعتبرونهم مستحقين لمغفرة الله وعفوه وفضله، ويقام على مقابرهم حرم له قبة مميزة، ويحج إليهم كل عام. وهذا مخالف للتعاليم الإسلامية التي تحرم الحج للقبور أو توقيرها لأن ذلك من الشرك بالله.
وقد أصبحت مقابر بعض الشيوخ المسلمين في الصومال أماكن لها أهمية عظيمة، وأصبحت هذه الأماكن مراكزاً لتجمع الزائرين وتقام لها الاحتفالات سنوياً.

## العادات والتقاليد
1-ومع أن القرآن الكريم نظام أبوي فإن الصوماليين ما زالوا محتفظين بالمؤثرات الحامية التي كانت لهم قبل الإسلام فيجعلون للانتساب إلى الأم أهمية كما كان الحال عند المصريين الأوائل، وشعب البجة في شرق السودان، فيقول المصريون.. أحمس بن أبانا أي هذا أحمس الذي أمه تسمى ((أبانا)). ويقول الصوماليون هبر يونس .. أي أبناء الزوجة التي ولدها الأكبر يدعي يونس، وقد اختفت هذه العادة من حياة الشعب، وأصبحت من التراث التاريخي القديم.
2-ومن العادات والتقاليد البالية التي أخذ بها بعض القبائل القاطنة في جنوب الصومال وخاصة سكان جوبا العليا ما يختص بشأن نظام درجات السن الذي أخذوه عن الجالا، ويقضي هذا النظام بتقسيم القبيلة إلى مجموعتين على أساس السن. هما مجموعة البلغين ومجموعة الصغار غير البالغين. وعلى البالغين تقع مسئولية الدولة، وقد قسموا إلى مجموعات أصغر على أساس السن أيضاً. فكانت مجموعة الالبغين على خمس درجات هي:
1-طبقة الشباب الصغار.
2-طبقة الشباب المحارب بدون سلاح ثمين.
3-طبقة المحاربين الكبار.
4-طبقة الرؤساء.
5-طبقة الشيوخ العظام (دون حمل سلاح)
ولكل طبقة من الطبقات الخمس مهام عملها الخاص دون التعدي على الطبقة التالية لها.
3-ومن العادات أن للأخ حق أن يرث أخاه في زوجته، وإذا رفضت اعتبرت ناشزاً، وليس لها حق الوراثة والحضانة لأولادها، كما للزوج حق الزواج من أخت زوجته المتوفاة، وهذه الحقوق والعادات في بداية حياة المجتمع قد تلاشت مع الاتساع الحضري والعددي للسكان وأصبحت الدولة على رأس التظيم والتدبير للصالح العام وقضى على هذا النظام قضاء تاماً.
4-بينما كان المجتمع الصومالي في الشمال حيث حياة الترحال والهجرة واسعة النطاق نجد أن الفرد لا يتمتع بعضوية مجلس العشيرة إلا إذا كان منتسباً لأفراد العشيرة على عكس ماعليه الحال عند الجماعات المستقرة من أجل الزراعة حيث أن العضوية مباحة للجميع فهي تعاونية اشتراكية ويستثنى من ذلك تلك الجمعيات الصومالية المستقرة على ضفاف نهر جوبا ونهر شبيلي والتي وجد فيها بقايا من الجالا أو البانتو أو العبيد الذين اعتقوا بعد إلغاء نظام الرقيق في الصومال في أوائل القرن الماضي، فإن هذه المجموعات لها طابع الازدواج في نظام المجتمع.
وفي العادة لمجلس العشيرة سلطة واسعة ولها رئيس يعمل وفق التعاليم الإسلامية كما هو الحال عند قبائل المعازة في جنوب مصر وعند البجة في شرق السودان وعند بعض القبائل العربية، وكانت القبيلة تكون مجلسها من العشائر ورئيسها منتخب وإن كان بالوراثة غالباً، وللقبيلة قاضيها، والعصبية القبلية واضحة جداً تبعاً لقولهم انصر أخاك غالباً أو غلوباً، وقد أثر الإسلام فيها وعدل منها فآخى بين الجميع، وقد تغيرت هذه النظم في عهد الإدارة الحكومية وإن بدأت بالتدريج على صورة إعطاء حقوق مؤقتة لمجلس العشيرة، وهدف الإدارة هو استغلال طاقة مجلس العشيرة في إقرار الأمن وحل بعض المشكلات تحت إشراف الدولة.
وفي عهد الوصاية الإيطالية منح رؤساء القبائل حق الاشتراك في المجالس الإقليمية في صوماليا، وكذلك في التمثيل في الجمعية التشريعية الأولى.
وفي الوقت نفسه كان رجال الحزاب السياسيين يعملون على محاربة منح القبائل أي ميزة قانونية بدون حق، ومع حركة الصحافة والإذاعة والتقدم اندثر النظام القبلي إلى حد كبير في كافة أنحاء الجمهورية الصومالية.
5-ومن العادات البالية للحاميين عامة فكرة الطبقة الأرستقراطية عند الرعاة وعدم الزواج من الأقنان أي عبيد الأرض، ومن يتزوج من الصوماليين من الأقنان لا يحق له أن يصاهر من الطبقة التي ينتمي إليها.
6-وعقاب الزانية هو رجمها بالأحجار، وقتل ابنها، وقد تحرق في ميدان عام كما هو الحال عند الزنوج وبعض القبائل العربية قديماً.
7-وتعدد الزوجات أمر طبيعي لدى كافة الحاميين وقد حد الإسلام الأزندي في جنوب السودان، ويرى الصوماليون القدامى أن الساحر رجل على الطريقة الفرعونية القديمة.
8-وللسحر أهمية بالغة في حياة المجتمع كما هو عند شعب الأزندي في جنوب السودان، ويرى الصوماليون القدامى ان الساحر رجل غير عادي ولا يموت كسائر الناس. ويرجع هذا إلى تعاليم ومهارة الساحر فحينما يتوفى الساحر يعمل أتباعه على إخفاء جثته حتى لا يراها أحد مما يدعم مركز الساحر الحي ويزيد من إيمان الناس بالسحرة.
9-وعبادة الطوطميه غير شائعة إلا في مناطق محدودة كما هو الحال على نهر شبيلي عند مدينة بلعد إذ كانوا يعتقدون أنهم انحدروا من صدر لبؤة، ولهم أسماء سرية لخاطبتها ويسري الاعتقاد بينهم أن السباع لا تستطيع أن تؤذي أحداً منهم.
10-ولشجرة الجميز المسماة بروى تقديس عند النساء فإذا ما أنجبت إحداهن تبخرت باوراق هذه الشجرة، وهذا في اعتقادها يحفظ المولود والطفل من الأمراض، وهذه العادة موجودة لدى الريفيين في مصر حتى اليوم ولكنهم يعلقون قطعة من ثوب المرأة الذي كانت ترتديه قبل الوضع على شجرة الجميز.
11-ولللبن أهمية بالغة عند الصوماليين فهو مقدس ثمين إذ كان سلاطين مجرتنيا يتولون الحكم بعد مراسيم التولية وصب قليل من اللبن فوق رأس السلطان. ومن عادات المزارعين الصوماليين في الجنوب أن يسكبو اللبن على الأرض حينما يحتفل بتولية زعيم لهم ومعناه أنه مصدر رزق.
12-ومن عادات بعض الجماعات من سكان الأوجادين وهرر الميل إلى القتال فإذا قتل أحدهم واحداً من الناس كان له الحق في أن يضع على رأسه ريشة بيضاء من ريش النعام، ويعرف عدد ضحاياه بعدد ما على رأسه من الريش.
ومن عاداتهم أن الشباب الذي ليس على رأسه ريشة نعام بيضاء لا يعد صالحاً للزواج. لذلك إذا شرع واحد منهم في الزواج أخذ يبحث أولاً عن ضحية من الجماعات المجاورة أو الأجانب الرواد يبرر بقتله أخذ يد خطيبته. ويذكر السيد / محمد رءوف باشا حاكم هرر (أثناء الإدارة المصرية على هرر) في مذكراته قوله للصوماليين ((أنتم تدعون أنكم مسلمون، ولكن الشريعة الإسلامية تنهى عن القتل، تضعون إذا أصبتم ريشة النعام البيضاء على رءوسكم ولكن لا تضعونها إلا بعد أن تكونوا قد أتيتم عمل الجندي الباسل في قتال قانوني، لا بعد أن تكونوا قد ارتكبتم جريمة القتل بالاغتيال والخديعة..))
الأعياد التقليدية للصوماليين
للصوماليين بعض الأعياد والاحتفالات التقليدية الشعبية القديمة كعيد فرعون مأخوذ عن مصر القديمة وعيد الاستسقاء، أو جلب المطرمأخوذ عن الزنوج، والاحتفالات والابتهالات بعد سقوط الأمطار ويسمى عيد الخصوبة مأخوذ عن البانتو، وعيد البذر والحصاد مأخوذ عن مصر القديمة، واحتفالات الزار عن شعب أرتريا.
احتفالات الزار
أول من استعمل الزار هو شعب أرتريا من العناصر الحامية القاطنة إلى الشمال من الصومال وكانوا يطلقون عليه اسم إله السماء، وانتقلت هذه العادة إلى الحبشة ثم الجالا، فشعب الصومال، فالحجاز، فمصر في القرن التاسع عشر.
وأصل الزار معبود وثني قديم تحول في عهد المسيحية والإسلام إلى روح شريرة. والزار نوع قديم من الرقص المقدس يحتشد الأهالي على هيئة دائرة كاملة ويأخذ المنشدون في الغناء بنغمة خاصة تثير فيهم الحركة، فجأة يسقط أحد المحتشدين في الدائرة على الأرض مغشياً عليه ويستمر الإيقاع في التزايد، والغناء لا ينقطع بين التصفيق والتهليل وضرب الأرض بالأرجل بعنف وقوة، ثم ينهض المغشي عليه متثاقلاً ليعود إلى حلقة الرقص شاهراً في يده خنجراً لامعاً، ويستمر حتى إذا ما غشي عليه مرة أخرى قام مرة ثانية شاهراً خنجره في يده ومبتعداً عن الحلقة ليعود بعد فترة قليلة، وخنجره يقطر دماً، ويزعم الناس أن هذه الدماء من دماء الجن الذي قتله هذا الرجل بخنجره في ذلك المكان.

## الأدب

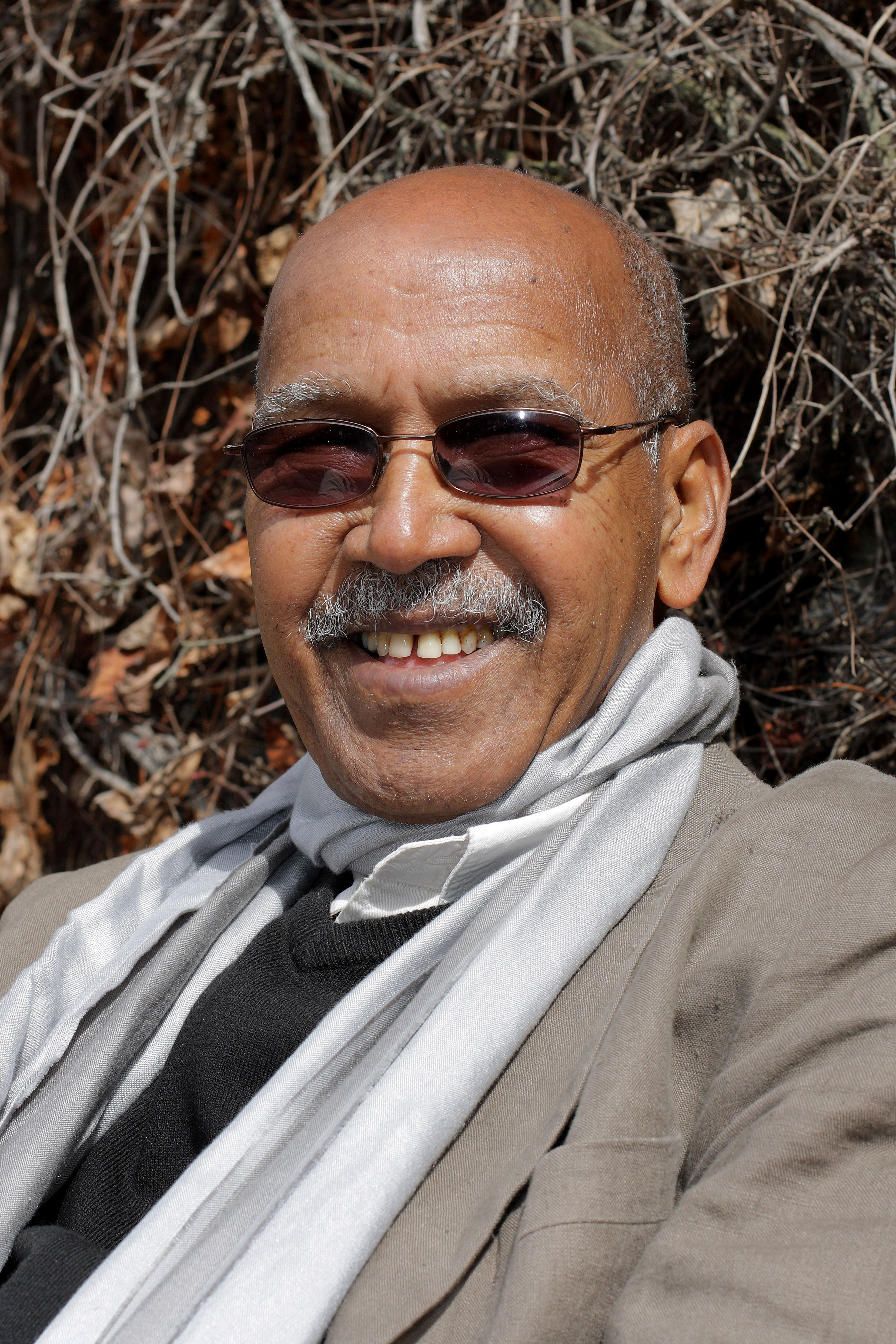
نور الدين فارح كاتب وروائي صومالي حصل على جائزة نيوستاد الدولية للادب التي تمنحها جامعة أوكلاهوما كل عامين وتعد ثاني أهم جائزة بعد نوبل للادب

أثرت الصومال المكتبة الأدبية العالمية بالعديد من الأعمال المستوحاة من الشعر الإسلامي والأحاديث النبوية وذلك من خلال الأدباء والمفكرين الصومالين طوال القرن الماضي. اعتمدت الأبجدية اللاتينية في الصومال عام 1973. قام العديد من المؤلفين الصوماليين بإصدار المزيد من الكتب التي نالت شهرة عالمية واسعة كما ارتقى بعضهم لمنصات التتويج العالمية مثل الروائي نور الدين فرح الذي فاز بجائزة نيوستاد الدولية للأدب والتي تمنحها جامعة أوكلاهوما كل عامين وتعد ثاني أعظم جائزة أدبية بعد جائزة نوبل للأدب. وقد حصل فرح على جائزته عام 1998 لروايته «عن ضلع أعوج» (بالإنجليزية: From a Crooked Rib) والتي تعتبر هي وروايته الأخرى «روابط» (بالإنجليزية: Links) التي ألفها عام 2004 من ذخائر المكتبة الأدبية الصومالية الحديثة.

## تاريخ محاربة الاستعمار

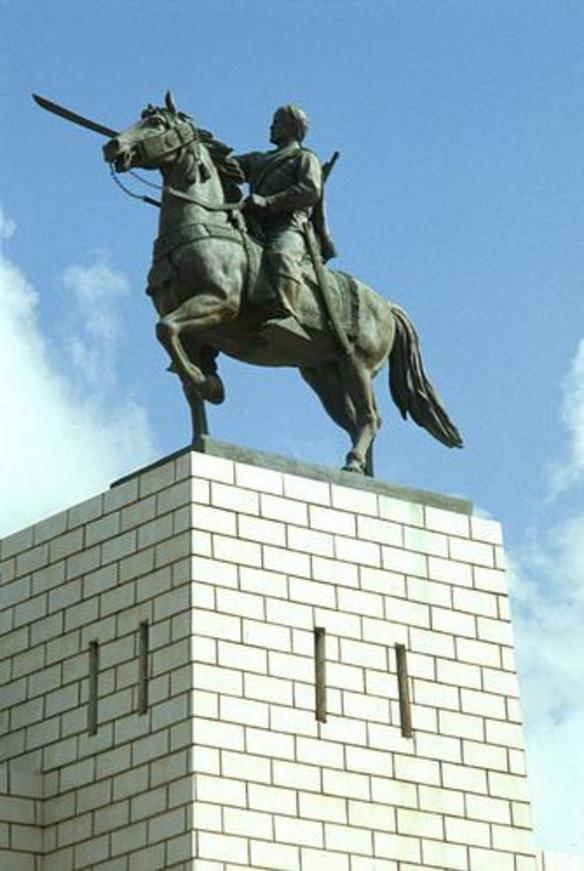
تمثال ل محمد عبدالله حسن قائد صومالي قاد الجيوش ضد الاحتلال البريطاني

محمد بن عبد الله حسن (7 أبريل 1856 - 21 ديسمبر 1920) قائد صومالي قاد الجهاد ضد الاحتلال البريطاني والإيطالي والإثيوبي في الصومال في مطلع القرن العشرين. كان يلقبه البريطانيون ب«الملا المجنون». وفي 11 يناير 1904 م (20 شوال 1321 هـ) قامت قوات الاحتلال البريطاني بمهاجمة قوات الدراويش التابعة له، وأوقعت إصابات بالغة بين قواته. وقد استمر في محاربة الاستعمار البريطاني للصومال حتى سنة 1920 عندما لجأت بريطانيا إلى الطيران لقصف مواقع الثوار، ثم جاءت وفاة الملا لتضع حدا لثورته الإسلامية.

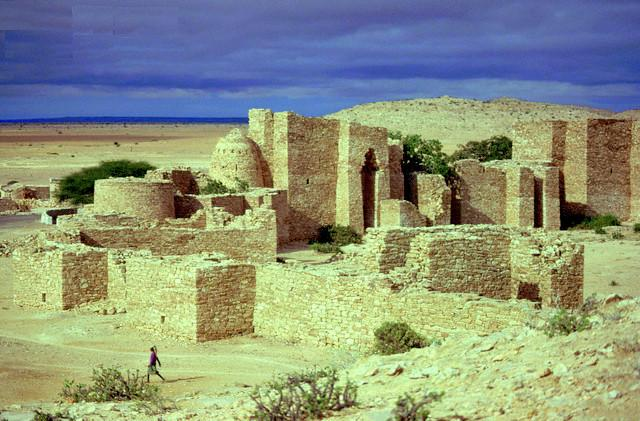
قلعة تليح وهي عاصمة دولة الدراويش التي كان محمد عبدالله حسن قائدها

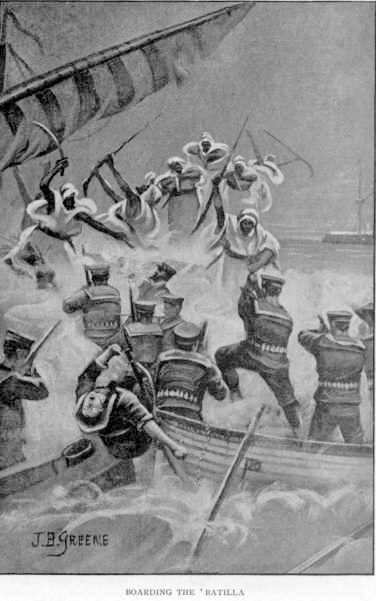
جنود صوماليين يتصدون للبحرية البريطانية

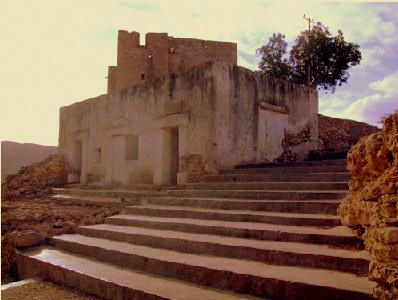
قلعة عيل وهي احدى القلاع الموجودة في الصومال

## التجارة

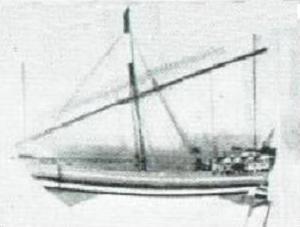
نموذج لسفينة صومالية قديمة صنعت في مقديشو

كانت الصومال قديما أحد أهم مراكز التجارة العالمية بين دول العالم القديم. حيث كان البحارة والتجار الصوماليون الموردين الأساسيين لكل من اللبان (المستكة) ونبات المر والتوابل والتي كانت تعتبر من أقيم المنتجات بالنسبة للمصريين القدماء والفينقيين والمايسونيين والبابليين، الذين ارتبطت بهم جميعا القوافل التجارية الصومالية وأقام الصوماليون معهم العلاقات التجارية.

## الاكلات الصومالية
تختلف المطبخ الصومالي من منطقة لأخرى، كذلك فهو يضم بين جنباته العديد من أساليب الطهي؛ وأهم ما يوحد المطبخ الصومالي في كافة أرجاء البلاد هو تقديم الطعام الحلال وفقا للشعائر الدينية الإسلامية، إذ لا يتم تقديم أطباق تحتوي على أي مشتقات من دهن أو لحم الخنزير وكذلك لا يتم تقديم المشروبات الكحولية بمختلف أنواعها، كما لا تؤكل الميتة أو أي لحوم مدممة.
ويتناول الصوماليون الغذاء دائما في التاسعة مساء، أما خلال شهر رمضان فيتم تناول الغذاء في أعقاب الانتهاء من صلاة التراويح والتي قد تمتد حتى الحادية عشرة مساء. ويعد «العانبولو» من أكثر الأكلات شهرة في الصومال والتي يتم تقديمها في كل أنحاء البلاد على الغذا كوجبة كاملة ويتكون من حبوب فاصوليا الأزوكي مخلوطة بالزبد والسكر؛ ويتم طهي الفاصوليا وحدها، التي يطلق عليها محليا اسم ديجير (بالصومالية: digir)، لمدة خمسة ساعات كاملة على نار هادئة للوصول للنكهة المطلوبة.
كما تعد أطباق الأرز (بالصومالية: barriss) والمعكرونة (بالصومالية: basto) من الأطعمة الشعبية أيضا إلا أن مذاقها يختلف عن مثيلتها في أي مكان أخر نظرا للتوابل والبهارات العديدة التي تضاف إليها.[1]

### الفطور

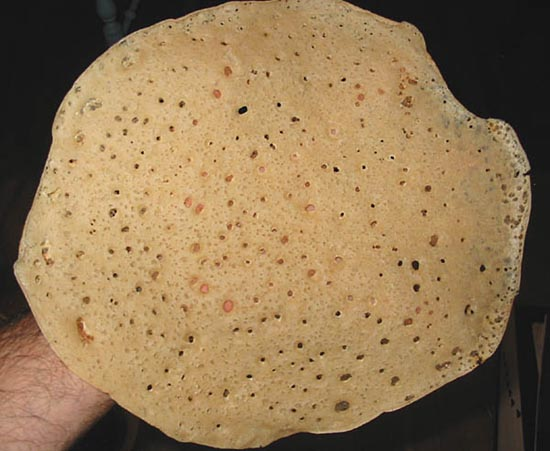
العنجيلو وهي أشهر ما يأكله الصوماليين في الفطور

يؤكل Canjeero بطرق مختلفة. يمكن كسره إلى قطع صغيرة مع السمن (subag) والسكر. وبالنسبة للأطفال، فيتم خلطه مع الشاي وزيت السمسم (macsaaro) حتى يصبح طريا. قد يكون هناك جانب طبق من الكبد (لحم البقر) ويسمى (مقمد)أو (لقمة)، لحم الماعز (hilib ARI)، ولحم البقر مكعبات المطبوخة في صحن من الحساء (suqaar)، أو (مقمد) (oodkac أو muqmad)، والذي يتألف من قطع صغيرة من لحم البقر المجففة والماعز أو لحم الإبل، المغلي في السمن.

### الغداء

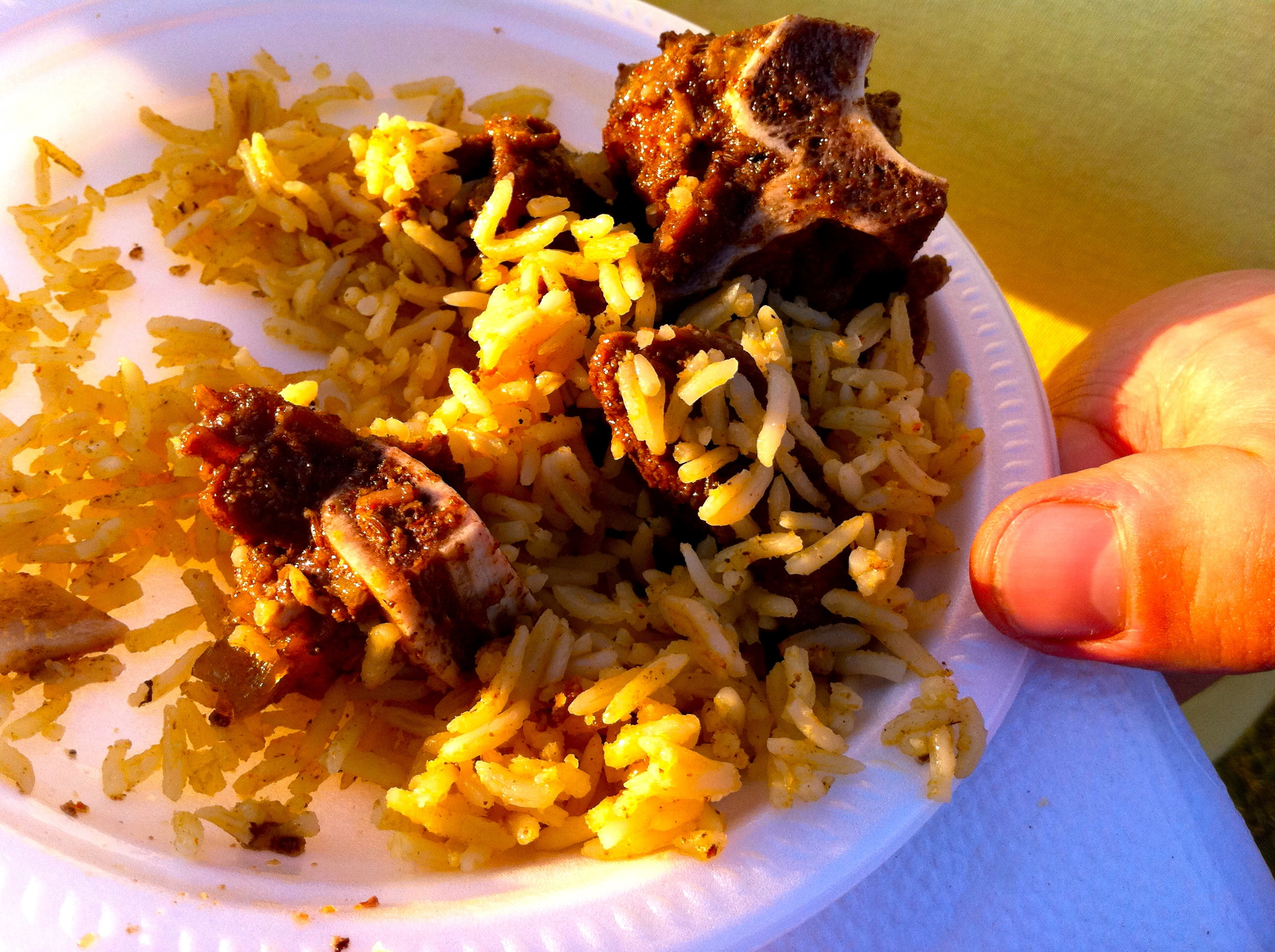
أحد اشهراطعمه الغداء الصومالي المكون من ارز ولحم الجمال

الغداء (قادو) غالبا ما يكون الطبق الرئيسي وضعت من المعكرونة (baasto) أو الأرز (bariis) متبل مع الكمون (kamuun)، الهيل (heyl)، والقرنفل (qaranfuul) وحكيم.
في الجنوب، Iskudhexkaris، وهو وعاء الساخنة من الأرز والخضروات واللحوم، هي العنصر الرئيسي في المنطقة. ما وراء العديد من الأساليب من الحساء (مرق)، يتم تقديم الأرز أيضا مع اللحم و/ أو الموز على الجانب. في مقديشو، شريحة لحم (busteeki) والأسماك (kalluun / mallaay) تؤكل على نطاق واسع.
كما يستهلك الصوماليين دقيق الذرة الناعمة ويشار إلى السور. والمهروسة مع الحليب الطازج والزبدة والسكر.
وهناك تباين من شاباتي الهندي هو sabaayad / خميس. مثل الأرز، وخدم مع مرق واللحوم على الجانب. وsabaayad الصومال غالبا ما تكون حلوة نوعا ما، ويتم طهيها في قليل من الزيت.
المعكرونة (baasto)، مثل السباغيتي، وكثيرا ما قدمت مع الحساء أثقل من صلصة المعكرونة الإيطالية. كما هو الحال مع الأرز، ويخدم أيضا مع الموز.
ويمكن أيضا تقديم معكرونة مع الأرز، طبق الجدة المعروفة باسم «فدريشن» أي الخلط. عادة ما يتم تقديم الطبق (كاملة) أجزاء من الأرز والمعكرونة، وتقسيم على جانبي لوحة بيضاوية كبيرة. ثم يتم الطبقات مع اللحوم والخضروات مطهي متنوعة، تقدم مع سلطة والموز اختياري. فقد قيل أن اسم الطبق مشتق من اتحاد اثنين من الأطباق في الصومال وأيضا من حجم وكمية من المواد الغذائية. لن تجد هذا الطبق يقدم في الأسرة المتوسطة الصومالية لأنه من غير المألوف لطهي الأرز والمعكرونة على حد سواء في وجبة واحدة. ومن أكثر شيوعا بدلا أن تأمر طبق من المطاعم الصومالية التقليدية، على حد سواء حيث الأرز والمعكرونة هي دائما متاحة بسهولة. وبالتالي، وضع الجدول لها.
المشروبات شعبية في الغداء هي balbeelmo (الجريب فروت)، raqey (التمر الهندي) وisbarmuunto (عصير الليمون). في مقديشو، cambe (المانجو)، zaytuun (الجوافة) ولاس (لاسي) هي أيضا شائعة. في هرجيسا في شمال غرب البلاد، والمشروبات المفضلة هي fiimto (فيمتو) وtufaax (التفاح).

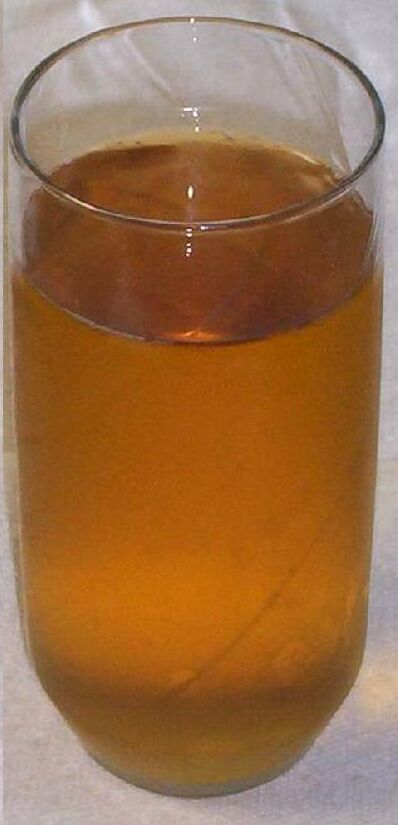
عصير التفاح أحد المشروبات الصومالية

### طعام العشاء
المعكرونة بالدجاج أحد اطباق العشايتم تقديم العشاء (casho) في الصومال في وقت متأخر من الساعة 9 مساء. خلال شهر رمضان، العشاء مرة وغالبا ما يتبع صلاة التراويح، وأحيانا في وقت متأخر من الساعة 11 مساء. Cambuulo، طبق العشاء المشترك، مصنوع من الفول أزوكي المطبوخة جيدا مختلطة مع الزبدة والسكر. الفاصوليا، التي يشار إليها من تلقاء نفسها كما digir، يمكن أن يستغرق فترة تصل إلى خمس ساعات لإنهاء الطبخ عندما غادر على الموقد عند درجة حرارة منخفضة. في عام 1988، أجرت صحيفة الصومالية Xiddigta Oktoober مسح الذي وجدت أن 83٪ من سكان مقديشو فضل cambuulo وجبة العشاء الرئيسية. كان الاكتشاف المذهل منذ يعتبر الطبق إلى حد ما «الطبقة الدنيا»، نظرا ليحفز انتفاخ البطن بعد الآثار الناجمة عن السكريات الطبيعية المعروفة باسم (يغوساكاريدس) في الفاصوليا لها. يستخدم أيضا Qamadi (القمح)؛ متصدع أو uncracked، يتم طهيها وخدم تماما مثل الفول أزوكي.
Rooti ايو xalwo، خدم شرائح من الخبز مع الحلوى الجيلاتينية، هو طبق عشاء آخر. Muufo، الاختلاف من خبز الذرة، هو طبق مصنوع من الذرة وخبز في (فرن الطين) foorno. يؤكل من قبل تقطيعها، إلى قطع صغيرة، وتصدرت مع macsaro (زيت السمسم)، والسكر، ثم المهروسة مع الشاي الأسود.
قبل النوم، وغالبا ما يتم استهلاك كوب من الحليب متبل مع الهيل.ء الصومالي

### المقبلات

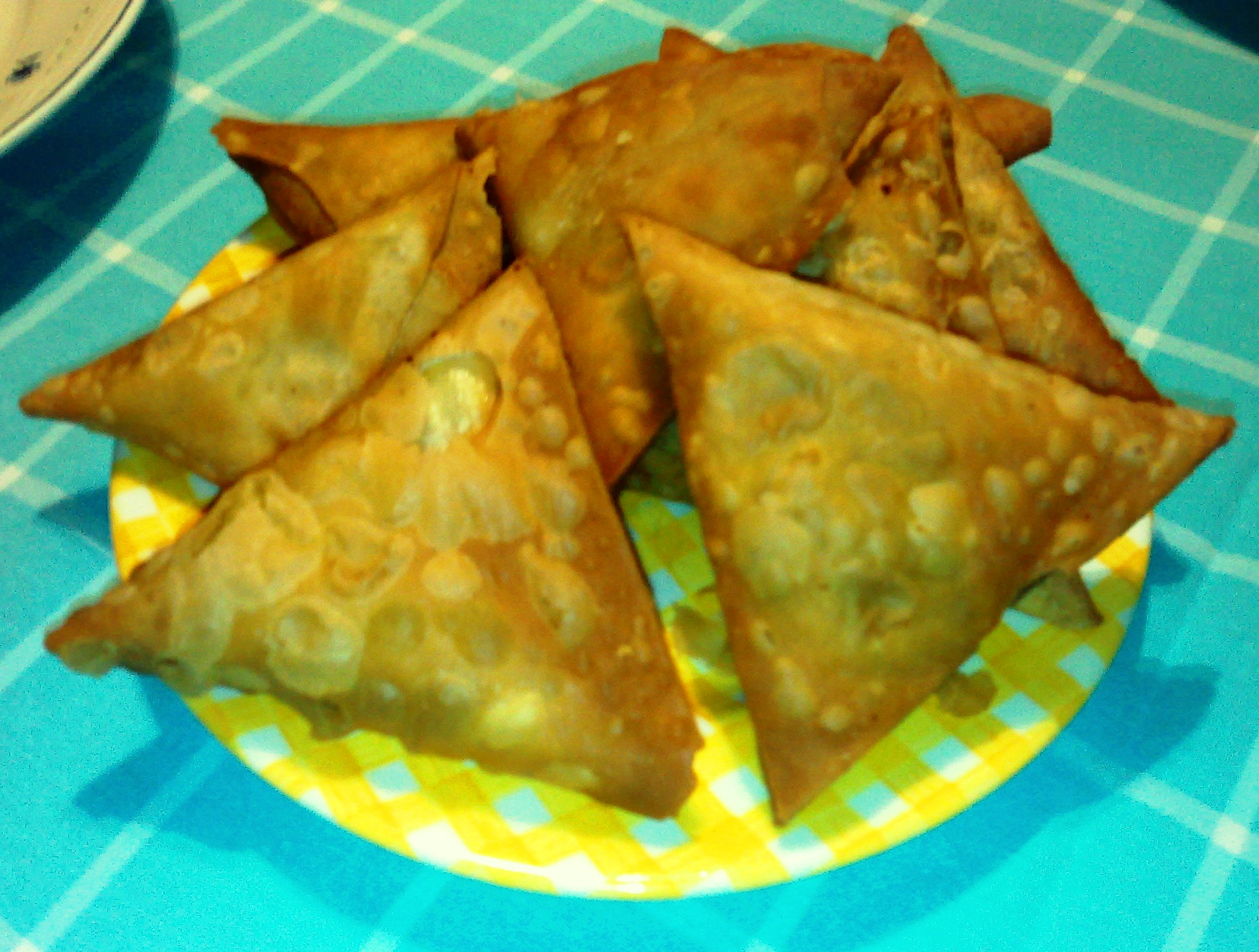
السمبوسة

Sambuusa، النسخة الصومالية من السامبوسه، وجبة خفيفة ثلاثية الشكل تؤكل عادة في جميع أنحاء الصومال خلال afur (الإفطار). ومتبل النسخة الصومالية مع الفلفل الأخضر الحار، وغالبا ما يكون المكون الرئيسي اللحم أو السمك. Bajiye، الاختلاف من اكلة بكرى الهندي، هو وجبة خفيفة تؤكل في جنوب الصومال. النسخة الصومالي هو خليط من الذرة والخضروات واللحوم والتوابل، والتي يتم بعد ذلك قليها. يؤكل من قبل غمس في bisbaas (الصلصة الحارة). Kabaab وجبة خفيفة تؤكل من قبل الصوماليين الجنوبي. النسخة الصومالي هو خليط من اللحم المفروم والبطاطا والبصل والخضار مع الطحين والتي يتم بعد ذلك المقلية. تؤكل الفواكه مثل المانجو (كامبو) والجوافة (Seytuun)، والموز (الخوار)، والجريب فروت (liinbanbeelmo) طوال اليوم وجبات خفيفة.

### الحلويات

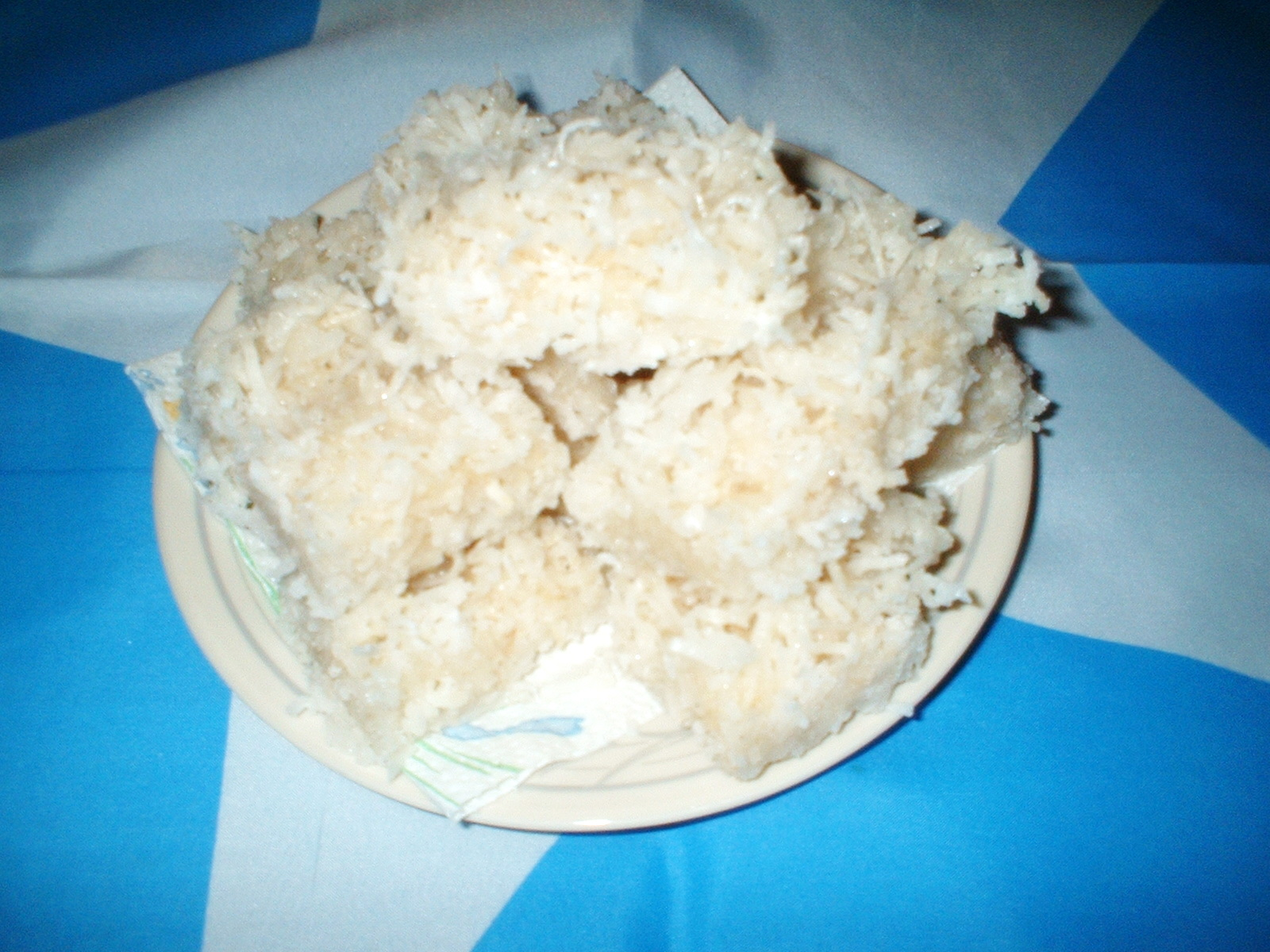
إحدى الحلويات الصومالية

Xalwo (halwo) أو الحلاوة الطحينية هو الحلوى الشعبية، تقدم في المناسبات الخاصة مثل احتفالات عيد أو حفلات الزفاف. Xalwadii وعد qarsatey! («لقد اختبأت بالحلوى xalwo الخاصة بك!») هي العبارة التي يتبع الشخص الذي هربت أو لديه، عرس خاص صغير. يصنع الحلوى Xalwo من السكر، نشا الذرة، مسحوق الهيل، ومسحوق جوزة الطيب، والسمن. وأضاف أيضا الفول السوداني في بعض الأحيان إلى تعزيز الملمس والنكهة. [5]
Gashaato، Kashaato أو qumbe، مصنوعة من جوز الهند والسكر والزيت، ومتبل مع الهيل ويبعد أحب كثيرا الحلو. يتم جلب السكر ليغلي مع قليل من الماء، ثم يضاف الهيل، تليها جوز الهند المبشور.

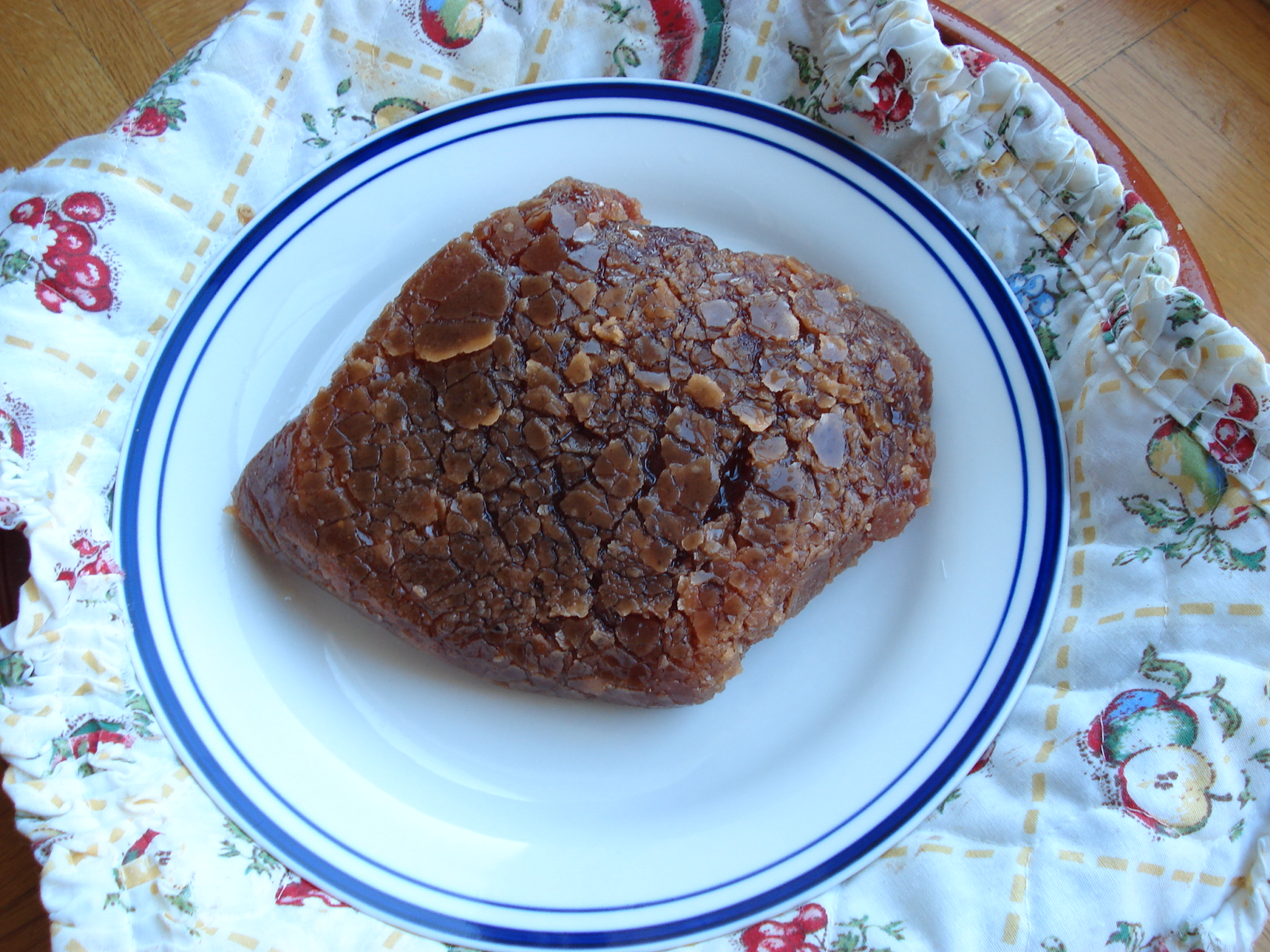
الحلوى الصومالية

اللوز والسمسم sisin هي الحلوى المفضلة في الجنوب. وهو يتألف من مزيج من الفول السوداني (أدنى)، وبذور السمسم (sisin) في طبقة من الكراميل. والحلوى العصي معا لتشكيل شريط لذيذ.
Jalaato، ايس كريم على غرار المصاصة الأمريكية، يتم من خلال تجميد الفواكه الحلوة بشكل طبيعي مع عصا في الوسط. وفي الآونة الأخيرة في مقديشو (Xamar)، وقد نمت لتشمل caano (الحليب) jalaato، الأمر الذي يتطلب ثم تحلية ما يصل. وjalaato كلمة تأتي من الجيلاتي، وهو الإيطالية ل «المجمدة».
تضم Buskut أو Buskud العديد من أنواع مختلفة من الكعك، بما في ذلك تلك التي هي لينة جدا تسمى daardaar (حرفيا «لمسة لمسة و» بسبب سلس، نسيجه الدقيق).
Doolshe يشمل العديد من الأساليب لذيذ من الكعك.
Icun هو أيضامن الحلويات يؤكل في الغالب من قبل الصوماليين الجنوبي. وهي مصنوعة من السكر والدقيق يخلط مع الجوز. الناس يفضلون أن نقول Icun I calaangi caloosha I جي (أكل لي، ومضغه لي، ثم يأخذني إلى معدتك) عندما يرون ذلك. يؤكل بشكل رئيسي خلال الأعراس والأوقات عيد لكن الصوماليين الجنوبي دائما لا تجعل في المنزل وتناول الطعام كجزء من الحلوى.
البسبوسة هي كعكة حلوى الصومالية التقليدية. [6] وهي مصنوعة من السميد المطبوخ أو فارينا غارقة في شراب بسيط.
هناك العديد من الحلويات تؤكل خلال المناسبات الاحتفالية مثل حفلات الزفاف، والأحزاب أو العيد. ومن بين هذه baalbaaloow، shuushuumoow، بر الهندية، بر Tuug، وqumbe (جوز الهند)، وهذه الأخيرة التي هي مصنوعة من جوز الهند يخلط مع السكر لتشكيل شريط.

## بعد الطعام

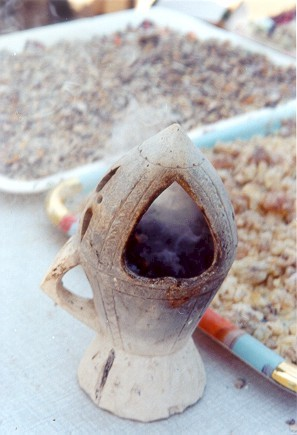
البخور الصومالي والمبخرة التقليدية الصومالية

الصوماليون لديهم تقليد لان يضعوا العطور في منازلهم بعد وجبات الطعام. اللبان (luubaan) أو البخور استعداد (uunsi)، والمعروفة باسم البخور في شبه الجزيرة العربية، يتم وضعها على رأس الفحم الساخن داخل مبخرة أو dabqaad)] ثم يحرق لمدة عشر دقائق. هذا يحافظ على منزل عطرة لساعات. ويتكون الموقد من الحجر الأملس ويوجد في مناطق معينة من الصومال.